# Вооружённые силы Украины
Вооружённые си́лы Украи́ны (ВСУ; укр. Збройні сили України (ЗСУ)) — военная организация, предназначенная для обеспечения военной безопасности и вооружённой защиты суверенитета, независимости и территориальной целостности Украины.
По состоянию на 2024 года численность ВСУ — 700-800 тысяч человек, в резерве — 300-400 тысяч человек. На вооружении украинской армии, по версии GFР, находятся 2809 танков, 8217 боевых бронированных машин, 1302 самоходных артиллерийских установки, 1669 единиц ствольной артиллерии и 625 реактивных систем залпового огня. Эксперты GFР насчитали 234 боевых летательных аппарата, в том числе 39 истребителей и 33 ударных вертолёта. В боевом составе Военно-морских сил находится 1 сторожевой корабль проекта 11351 «Нерей» (классифицированный как фрегат), 1 малый противолодочный корабль проекта 1124П (готовящийся к списанию из состава флота) и 1 средний десантный корабль проекта 773, 1 минный тральщик проекта 1258, 1 ракетный катер проекта 206-МР, 7 речных бронекатеров проекта 58150, 2 патрульных корабля Island американской постройки, один противодиверсионный и один десантный катер советской постройки. В ближайшие время боевой состав военно-морских сил должны пополнить: не менее 1 корвета проекта 58250 «Владимир Великий», 1 средний разведывательный корабль проекта «Лагуна», предположительно 4 корвета турецкого класса «Ada» проекта MILGEM, 8 ракетных катеров класса «Barzan», 2 десантных катера проекта 58181 «Кентавр», от 6 до 16 патрульных катеров проекта Mark VI и ещё 3 патрульных корабля Island в рамках военной помощи США.
Срок обязательной военной службы для солдат и сержантов, проходящих срочную военную службу в Вооружённых силах и других военных формированиях, — 18 месяцев, для лиц с высшим образованием — 12 месяцев.
Государственный бюджет 2021 года на сектор национальной безопасности и обороны утверждён в размере 267 млрд украинских гривен (5,93 % валового внутреннего продукта). Но расходы, предусмотренные только на Министерство обороны, составляют 117,5 млрд украинских гривен (4,171 млрд долларов США).

## История

### 1917—1922
Становление украинских вооружённых сил началось с провозглашения Украинской Народной Республики в ноябре 1917 года и продолжалось в ходе революции и гражданской войны на Украине.
Формировались из добровольцев на основе демобилизованных Центральной радой украинизированных частей Русской императорской армии и Вооружённых сил Австро-Венгрии, отрядов «Вольного казачества» и «Гайдамаков», военнопленных-украинцев из состава австро-венгерской и германской армий. В январе — ноябре 1919 года в состав Армии УНР входила Галицкая армия Западно-Украинской Народной Республики. Максимальная единовременная численность составляла более 300 000 человек.

### Раздел ВС СССР (1991—1992)
16 июля 1990 года Верховный Совет УССР принял Декларацию о государственном суверенитете Украины, которая провозглашала «верховенство, самостоятельность, полноту и неделимость власти республики в пределах её территории» и намерение стать в будущем постоянно нейтральным государством, которое не будет принимать участия в военных блоках и обязуется не применять, не производить и не приобретать ядерного оружия.
24 августа 1991 года, провозгласив независимость Украины, Верховный Совет УССР принял решение о переводе под свою юрисдикцию всех военных формирований Вооружённых сил СССР на территории Украинской ССР и о создании министерства обороны Украины. В это время на территории бывшей УССР располагались три военных округа численностью более 700 тысяч военнослужащих.
С 24 августа 1991 года под юрисдикцию Украины перешли 14 мотострелковых, 4 танковые, 3 артиллерийские дивизии, 8 артиллерийских бригад, 4 бригады специального назначения, 2 воздушно-десантные бригады, 9 бригад ПВО, 7 полков боевых вертолётов, три воздушные армии (около 1100 боевых самолётов) и отдельная армия ПВО. От СССР Украина унаследовала четвёртую по величине армию в мире, оснащённую ядерным оружием и достаточно современными образцами вооружения и военной техники. Стратегические ядерные силы, дислоцированные на территории Украины, насчитывали 176 межконтинентальных баллистических ракет и около 2600 единиц тактического ядерного оружия. Всего Украине отошло 8700 танков, 11 000 БМП и БТР, 18 000 единиц реактивной и ствольной артиллерии и 2800 летательных аппаратов.
В октябре 1991 года Верховная рада Украины приняла решение о переподчинении Украине Черноморского флота.
30 декабря 1991 года в Минске состоялась встреча глав государств СНГ, в ходе которой страны — участницы СНГ подписали ряд документов по военным вопросам, в соответствии с которыми министерство обороны бывшего СССР подлежало ликвидации, а вместо него создавалось Главное командование Вооружённых сил СНГ. Государства СНГ получили право создавать собственные вооружённые силы на базе частей и подразделений ВС СССР, которые дислоцировались на территории этих государств, за исключением тех из них, которые признавались «стратегическими силами» и должны были остаться под объединённым командованием СНГ.

### Начало военного строительства (1991)
Характерными признаками начального периода воссоздания вооружённых сил Украины были одновременное формирование правовой основы деятельности вооружённых сил, реорганизация их структур, создание соответствующих систем управления, обеспечения и других элементов, необходимых для их функционирования. В сжатые сроки Верховной радой Украины был принят пакет законодательных актов, касающихся военной сферы: Концепция обороны и строительства Вооружённых сил Украины, постановление «О Совете обороны Украины», законы Украины «Об обороне Украины», «О Вооружённых силах Украины», Военная доктрина Украины и другие.
В ходе военного строительства учитывалась сложность и неопределённость военно-политической обстановки вокруг Украины, наличие на постсоветском пространстве очагов напряжённости, территориальных споров, локальных конфликтов (Карабах, Южная Осетия, Абхазия, Приднестровье, Таджикистан и др.), которые могли угрожать и Украине. В то же время считалось, что военной угрозы со стороны развитых государств мира для Украины фактически не существует.
Концепция обороны и строительства вооружённых сил Украины от 11 октября 1991 года предусматривала создание Сухопутных войск (Войск наземной обороны), Военно-воздушных сил и Сил противовоздушной обороны (Войск ПВО), Военно-морских сил. В состав Войск наземной обороны предлагалось также включить Пограничные войска, Национальную гвардию и войска гражданской обороны. В Концепции принималось во внимание временное (учитывая намерение Украины о принятии в будущем статуса нейтрального безъядерного государства) наличие на её территории Сил коллективной стратегической обороны (при поэтапном их сокращении). В целом Концепция исходила из условий и потребностей ведения крупномасштабной войны.
Закон Украины «О Вооружённых силах Украины» от 6 декабря 1991 года подтвердил трёхвидовую структуру ВСУ (Войска наземной обороны, Военно-воздушные силы (Войска обороны воздушного пространства), Военно-морские силы) и наличие временно дислоцированных на территории Украины стратегических сил сдерживания, состав, структура и задачи которых определялись на основе межгосударственных договоров. Законом «Об обороне Украины» Вооружённые силы Украины были определены как «военная государственная структура, предназначенная для вооружённой защиты суверенитета, независимости, территориальной целостности и неделимости Украины от нападения извне. В случае войны они выполняют свои задачи в тесном взаимодействии с Пограничными войсками Украины, Национальной гвардией Украины, Службой национальной безопасности Украины и другими военными формированиями, созданными в соответствии с законодательством Украины».
Становление ВСУ сопровождалось значительным сокращением военных структур, численности личного состава, количества вооружения и военной техники, которые значительно превышали потребности обороны Украины. С другой стороны, обвальное масштабное сокращение вооружённых сил в то время было невозможным, поскольку повлекло бы чрезвычайное обострение социально-экономической обстановки на Украине. Реформирование вооружённых сил по образцу армий стран Западной Европы было невозможным как из-за экономических трудностей, так и ввиду неготовности военных кадров. В этих условиях у государства не оказалось иного выбора, кроме сохранения унаследованных от Советской Армии структуры, системы подготовки и других атрибутов вооружённых сил. В 1993 году было завершено формирование и укомплектование всех штабов ВСУ. К 1994 году численность вооружённых сил Украины была уменьшена до 517 тыс.
В основу военного строительства были заложены политические решения руководства Украины относительно безъядерного и внеблокового статуса государства. При этом учитывались ограничения, связанные с ратификацией Договора «Об обычных вооружённых силах в Европе» и выполнением Ташкентского соглашения 1992 года, которым устанавливались максимальные вооружения не только для каждого государства прежнего СССР, но и для так называемого «флангового района». На Украине в него входили Николаевская, Херсонская, Запорожская области и Автономная Республика Крым.
24 октября 1991 года было принято постановление Верховной рады о безъядерном статусе Украины. 14 января 1992 года было подписано трёхстороннее соглашение России, США и Украины. По этому соглашению все ядерные заряды демонтировались и вывозились в Россию, стратегические бомбардировщики и шахты для запуска ракет уничтожались на средства США. В декабре 1994 года был подписан Будапештский меморандум — Меморандум о гарантиях безопасности в связи с присоединением Украины к Договору о нераспространении ядерного оружия. В результате мероприятий по расформированию 43-й ракетной армии на 1 июня 1996 года на территории Украины не осталось ни одного ядерного боезаряда или боеприпаса.

### Сухопутные войска
На конец 1996 года структура ВСУ приобрела завершённый вид, соответствовавший Концепции обороны и строительства вооружённых сил Украины от 11 октября 1991 года. Основу её сухопутных войск составили объединения, соединения и воинские части Киевского, Одесского и Прикарпатского военных округов (в октябре 1992 года управление Киевского военного округа было расформировано). Штабы Одесского и Прикарпатского военных округов предстояло реформировать в штабы оперативных командований (Южного и Западного), штабы общевойсковых и танковых армий — в штабы армейских корпусов, мотострелковые дивизии — в механизированные. 23 мая 1996 года был издан указ президента Украины «О Сухопутных войсках Украины». На основании этого указа командованию созданных в составе ВСУ сухопутных войск были подчинены органы управления и войска военных округов (оперативно-территориальных командований).

### ВВС и ПВО
Командование Военно-воздушных сил Украины было создано в апреле 1992 года на базе командования 24-й воздушной армии. В то время в ВВС Украины входили четыре воздушные армии, десять авиационных дивизий бомбардировочной, штурмовой, истребительной, разведывательной, военно-транспортной авиации. Такое количество военной авиации для Украины было чрезмерным с точки зрения обороны и непосильным бременем с точки зрения бюджетных расходов. В 1992—1995 годах структура ВВС была оптимизирована путём переформирования воздушных армий в авиационные корпуса, было проведено радикальное сокращение личного состава, вооружений и военной техники.
Войска противовоздушной обороны как вид вооружённых сил были созданы на базе 8-й и 2-й отдельных армий ПВО. В 1996 года истребительная авиация войск ПВО была передана в состав ВВС. В состав войск ПВО входили зенитные ракетные войска, радиотехнические войска, организационно объединённые в три корпуса ПВО, две дивизии ПВО, соединения и части непосредственного подчинения.
Параллельно осуществлялись мероприятия в направлении создания единого вида вооружённых сил — войск воздушной обороны. Указом от 28 января 1993 года президент Украины постановил сформировать на базе ВВС и войск ПВО единый вид вооружённых сил — Военно-Воздушные силы Украины (Войска обороны воздушного пространства). 20 апреля 1995 года указом президента Украины было создано командование Войск воздушной обороны (ВВС и сил ПВО). Однако уже через год, 8 мая 1996 года, президент Украины отменил свой указ, и силы ПВО вновь стали отдельным видом вооружённых сил.
Роль НАТО
Наблюдатели отмечают недостаточный уровень развития ПВО и определённую техническую отсталость последней. При этом отмечается реальная возможность усовершенствования и повышения эффективности ПВО на основе технических средств и вооружений стран НАТО.
Кроме развития ПВО отмечается необходимость поставок из стран НАТО высокоточных дальнобойных ракет, способных поражать российские авиабазы, пусковые установки, фабрики по производству дронов и командные центры. Американский дипломат Курт Волкер считает, что такие меры позволят повлиять на решения, принимаемые в Москве.

### ВМС
Формирование органов управления Военно-морских сил Украины было начато с изданием указа президента Украины от 5 апреля 1992 года «О переходе Черноморского флота в административное подчинение Министерству обороны Украины». Несмотря на то, что Черноморский флот имел статус оперативно-стратегического объединения, который мог быть реализован лишь при сохранении единства его структуры, политическое руководство Украины фактически изначально взяло курс на раздел флота. В августе 1992 г. между Украиной и Россией было подписано Соглашение о принципах формирования ВМС Украины и ВМФ России на базе сил Черноморского флота бывшего СССР, по которому Черноморский флот до 1997 года оставался единой военно-морской структурой, сохранявшей символику и атрибуты уже не существовавшего СССР.
28 мая 1997 года главы правительств России и Украины подписали три соглашения по Черноморскому флоту, в том числе о параметрах раздела Черноморского флота и о статусе и условиях пребывания Черноморского флота Российской Федерации на территории Украины. Процесс раздела наследства бывшего Краснознамённого Черноморского флота СССР и окончательного формирования на его базе Военно-морских сил Украины и Черноморского флота Российской Федерации в основном завершился к 2000 году. К этому времени была также формально разрешена проблема статуса Севастополя как основной военно-морской базы двух флотов на Чёрном море.

### Начало реформирования ВСУ (1997)
20 января 1997 года была утверждена Государственная программа строительства и развития ВСУ на период до 2005 года, исходившая из реалистичной оценки военных угроз, согласно которой вероятность крупномасштабной военной угрозы для Украины была незначительной. Этот вывод давал основания для сокращения вооружённых сил с одновременным повышением их качественных параметров. Программой предусматривалась, в частности, структурная перестройка вооружённых сил (переформирование военных округов в оперативные командования, переход от дивизионно-полковой к бригадно-батальонной структуре и пр.). Однако условия, в которых осуществлялась Государственная программа, оказались неблагоприятными, ВСУ финансировались на уровне 20-30 % от потребностей. Уже в 2000 году потребовалась корректировка приоритетов строительства вооружённых сил с учётом реальных темпов экономического развития Украины и изменения военно-политической обстановки в Европе (операция НАТО против Югославии (1999) привела к пересмотру основных положений военных доктрин во многих странах Европы). 28 июля 2000 года была утверждена Государственная программа реформирования и развития ВСУ на период до 2005 года.
Главной целью обеих Государственных программ было создание небольших по численности, мобильных и всесторонне оснащённых вооружённых сил. С 1998 года было введено новое военно-административное деление территории государства. Упразднялись Одесский и Прикарпатский военные округа и Северное оперативно-территориальное командование, созданное ранее на базе расформированного Киевского военного округа. На их основе были сформированы Южное, Западное и Северное оперативные командования (ОК).

### 2010—2013
После избрания В. Ф. Януковича президентом вопрос о вступлении Украины в НАТО был заморожен. 1 июля 2010 года был принят закон «Об основах внутренней и внешней политики», который официально закреплял внеблоковый статус Украины и отказ Украины от интеграции с блоком НАТО.
В 2012 году президент Янукович поручил министерству обороны разработать «реалистичную концепцию реформирования армии с учётом внеблокового статуса Украины» и «адекватной оценки имеющихся экономических ресурсов». Разработанная в 2012 году министерством обороны Украины реформа вооружённых сил предполагала сокращение их численности со 192 тысяч (144 тыс. военнослужащих и 48 тыс. гражданского персонала) в 2012 году до 100 тысяч (85 тыс. военнослужащих и 15 тыс. гражданских лиц) к концу 2014 года и до 70 тыс. военнослужащих к 2017 году. Оценивая военно-политическую обстановку, разработчики реформы исходили из малой вероятности возникновения локальной или региональной войны в среднесрочной перспективе. Будущим ВСУ оставили фактически единственную функцию — локализации и нейтрализации вооружённого приграничного конфликта, с учётом охраны воздушного пространства и прикрытия важных государственных объектов. При этом авторы реформы оставили без внимания функции армии при других угрозах — например, при дестабилизации ситуации на территории Украины, при террористической атаке или техногенной катастрофе, хотя подобные риски представлялись многим экспертам более вероятными, нежели военный приграничный конфликт.
На весну 2013 года общая численность вооружённых сил Украины составляла 186 тыс. человек. В мае 2013 года правительство Украины утвердило пятилетнюю программу оптимизации и повышения боеготовности вооружённых сил.
14 октября 2013 года был подписан указ президента Украины № 562/2013, которым с 1 января 2014 года приостанавливался призыв на срочную службу в вооружённые силы и другие вооружённые формирования (кроме внутренних войск МВД), после чего комплектование ВСУ должно было производиться исключительно на контрактной основе.

### 2014 — настоящее время

#### Аннексия Крыма Российской Федерацией
Штатная численность вооружённых сил Украины на начало 2014 года составляла около 168 000 человек, в том числе около 125 000 военнослужащих.
В Крыму и Севастополе находились 18,8 тыс. украинских военнослужащих, из них в составе ВМС — 11,9 тыс., воздушных сил — 2,9 тыс., остальных воинских частей — 4 тыс. Украинские воинские части и штабы на территории Крыма с начала марта были заблокированы, воздерживались от каких-либо действий и соблюдали нейтралитет до аннексии Крыма Российской Федерацией, и военнослужащие были поставлены перед выбором — эвакуироваться и продолжать службу на Украине или принять российскую присягу.
Группе кораблей Госпогранслужбы Украины удалось уйти из Балаклавы в Одессу, а корабельный состав ВМСУ был заблокирован российскими плавсредствами. К вечеру 22 марта на всех кораблях ВМС Украины были подняты российские и андреевские флаги. Российские флаги были подняты во всех 193 воинских подразделениях и учреждениях ВС Украины, дислоцированных на территории Крыма.
23 марта Совет национальной безопасности и обороны Украины поручил кабинету министров провести «передислокацию украинских военных» с Крымского полуострова на материк. Более 15 тыс. военнослужащих украинских частей, подразделений и учреждений, ранее дислоцировавшихся на территории Республики Крым, изъявили желание продолжить военную службу в силовых структурах России. По данным, озвученным Михаилом Ковалём (и. о. министра обороны Украины с 25 марта по 3 июля 2014 года), из пребывавших на территории АРК 13 468 солдат и офицеров ВСУ лишь 3990 военнослужащих (менее 30 %) решили продолжить службу в ВС Украины и эвакуироваться из Крыма.
В апреле между Россией и Украиной была достигнута принципиальная договорённость о выведении всех украинских кораблей и самолётов из Крыма. Всего ВМС Украины планировалось возвратить около 70 боевых кораблей и судов. 5 июля 2014 года, однако, Россия приостановила передачу военной техники из Крыма Украине, ссылаясь на действия украинских силовиков на востоке Украины, — хотя и не исключила полностью возможность возврата военной техники. По состоянию на 2015 год, в Крыму остались 35 украинских кораблей, катеров и судов обеспечения, в том числе корветы «Тернополь», «Луцк», «Хмельницкий», ракетный корвет «Приднепровье», корабль управления «Славутич», морские тральщики «Чернигов» и «Черкассы», большой десантный корабль «Константин Ольшанский», подводная лодка «Запорожье». Также на территории Крыма остались самолёт БЕ-12 и вертолёт Ми-9.

#### Реакция на обострение ситуации в Крыму и на востоке Украины
11 марта и. о. президента Украины Александр Турчинов сообщил о том, что Совет национальной безопасности и обороны Украины принял решение сформировать на базе внутренних войск МВД Национальную гвардию и объявить частичную мобилизацию в Вооружённые силы и Нацгвардию.
Как стало известно из доклада и. о. министра обороны Украины Игоря Тенюха, при приведении ВС Украины в высшие степени боевой готовности вскрылись «удручающее состояние подготовки личного состава ВСУ, недостаточная укомплектованность подразделений военными специалистами и отсутствие исправной техники и вооружения». Из сухопутных войск Украины общей численностью 41 тыс. человек боеготовыми оказались только 6 тыс. (около 14 %), а среди экипажей бронированных машин этот показатель составил лишь 20 % от их общей численности. Более 70 % бронетехники украинской армии составили морально и физически устаревшие советские танки Т-64 со сроком эксплуатации 30 и более лет. В ПВО Украины готовыми к выполнению боевых задач оказались только 10 % личного состава, а у ракет комплексов С-300П и С-200В истёк гарантийный срок эксплуатации. Из почти 507 боевых самолётов и 121 ударного вертолёта ВВС Украины только 15 % оказались исправными и способными подняться в воздух, а к боевым вылетам оказались готовы только 10 % экипажей. В ВМФ Украины по состоянию на 1 марта только 4 корабля отнесли к условно боеспособным: фрегат «Гетман Сагайдачный», корвет «Тернополь», корабль управления «Славутич» и большой десантный корабль «Константин Ольшанский».
В соответствии с указом № 303 от 17 марта 2014 года на Украине была начата частичная мобилизация военнообязанных. 1 мая 2014 года в связи с обострением ситуации на востоке Украины призыв на срочную службу был восстановлен. 6 мая 2014 года была объявлена ещё одна частичная мобилизация. Началось формирование новых подразделений.
19 марта 2014 года Совет национальной безопасности и обороны Украины принял решение о создании оперативных штабов при областных государственных администрациях пограничных областей Украины. В марте 2014 года на Левобережной Украине было создано семь батальонов территориальной обороны, а 30 марта 2014 года А. Турчинов поручил руководителям областных администраций начать создание батальонов территориальной обороны в каждой области Украины. Всего было запланировано создание 27 батальонов территориальной обороны.
- 18 марта 2014 года началось создание 3-го батальона территориальной обороны во Львовской области.
- в марте 2014 года началось создание 5-го батальона территориальной обороны в Ивано-Франковской области.
- 19 марта 2014 года был создан Штаб национальной защиты при облгосадминистрации Днепропетровской области и началось создание «полка национальной защиты»[65] «по образцу израильской армии»[66]; в дальнейшем, личный состав полка использовался для создания спецбатальона «Днепр» МВД Украины и батальонов территориальной обороны Днепропетровской области. 10 мая 2014 года была завершена подготовка 20-го батальона территориальной обороны. Тыловое обеспечение и финансирование батальона взяли на себя Министерство обороны и фонд Штаба национальной защиты Днепропетровской области[67]. Началось создание ещё двух батальонов территориальной обороны[68].
- в середине апреля 2014 года началось создание 25-го батальона территориальной обороны «Донбасс»[69] (в дальнейшем батальон «Донбасс» был передан в состав Национальной гвардии)
- 21 апреля 2014 года началось создание 10-го батальона территориальной обороны «Полесье» в Житомирской области
- 22 апреля 2014 года началось создание 23-го батальона территориальной обороны Запорожской области
- 23 апреля 2014 года началось создание 13-го батальона территориальной обороны Черниговской области
- 24 апреля 2014 года началось создание 15-го батальона территориальной обороны Сумской области
- 25 апреля 2014 года началось создание спецподразделения территориальной обороны в Харьковской области[70]. 29 апреля 2014 был сформирован 22-й батальон территориальной обороны Харьковской области[71]
- 28 апреля 2014 года началось создание 16-го батальона территориальной обороны Полтавской области
- в начале мая 2014 года был создан 24-й батальон территориальной обороны «Айдар»
- 2 мая 2014 года началось создание 17-го батальона территориальной обороны Кировоградской области
- 4 мая 2014 года началось создание 9-го батальона территориальной обороны Винницкой области, к 13 мая 2014 батальон был укомплектован до штатной численности
- 5 мая 2014 года началось создание 18-го батальона территориальной обороны Одесской области и 19-го батальона территориальной обороны Николаевской области
- 6 мая 2014 года началось создание 6-го батальона территориальной обороны Тернопольской области, 11-го батальона территориальной обороны Киевской области, 14-го батальона территориальной обороны Черкасской области и 21-го батальона территориальной обороны Херсонской области
- 15 мая 2014 года началось создание 1-го батальона территориальной обороны в Волынской области
- 16 мая 2014 года в Киеве началось создание 12-го батальона территориальной обороны

18 июня 2014 года Верховная Рада Украины приняла в первом чтении законопроект № 4844 «О внесении изменений в статью 28 Закона Украины „О воинской обязанности и военной службе“», в соответствии с которым предусмотрено увеличить возраст военнообязанных, находящихся в запасе второго разряда и имеющих воинские звания рядового, сержантского и старшинского состава, а также младшего и старшего офицерского состава — до 60 лет, высшего офицерского состава — до 65 лет.
22 июля 2014 года Верховная Рада Украины приняла закон о третьей волне мобилизации, проведённой в период с 24 июля по 9 сентября 2014 года; её целью являлось приведение в боевое состояние 15 боевых частей и 44 частей боевого обеспечения.
- был создан 42-й батальон территориальной обороны Кировоградской области.
- 12 августа 2014 года было объявлено о создании 43-го батальона территориальной обороны. В отличие от ранее сформированных батальонов территориальной обороны, 43-й батальон был создан по новым стандартам (штатная численность личного состава была увеличена с 423 до 539 военнослужащих)[75].
- 29 августа 2014 года началось создание 37-го батальона территориальной обороны в Запорожской области.
- в сентябре 2014 года во Львовской области началось создание 44-й отдельной артиллерийской бригады.

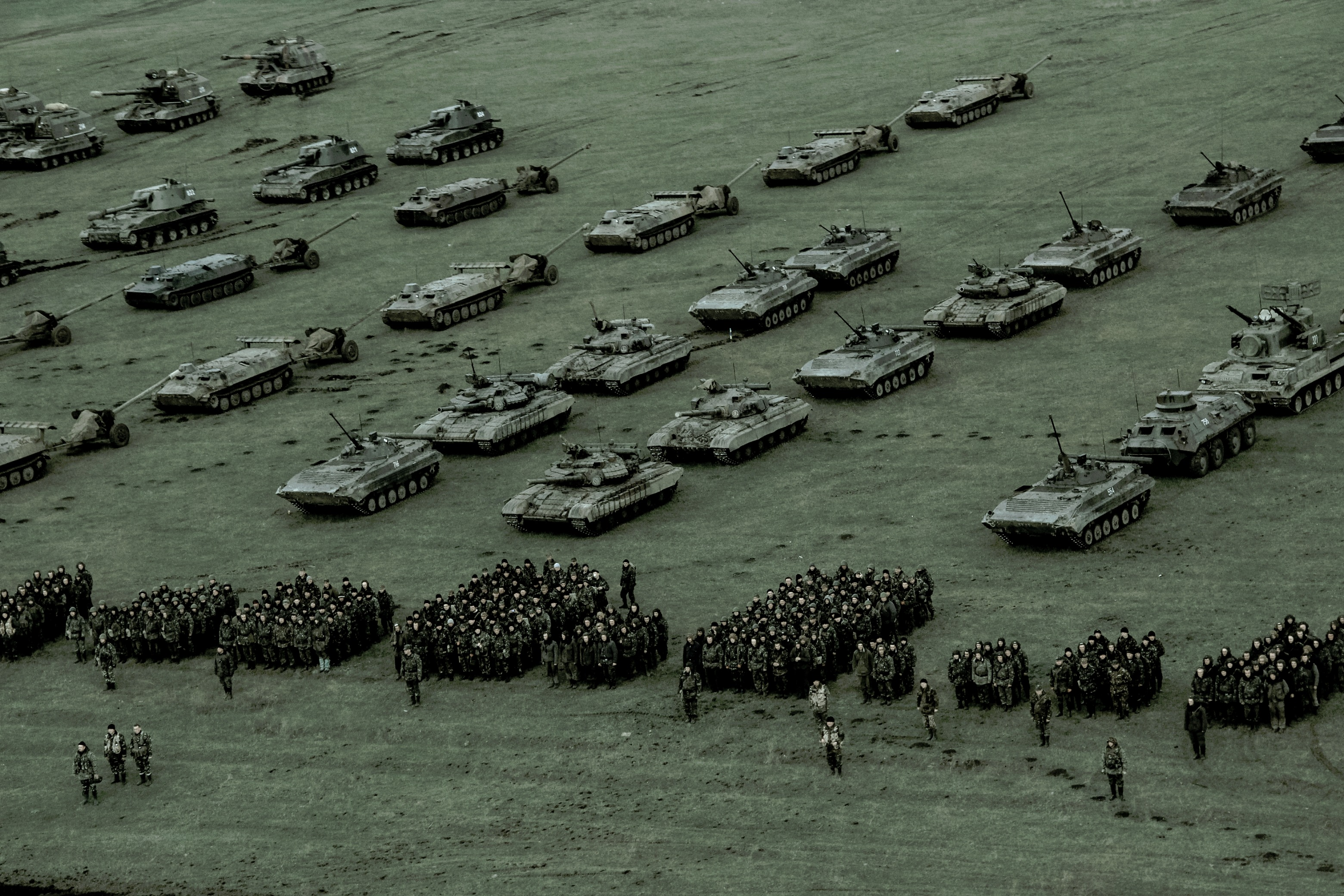
Слаживание 30 ОМБр на полигоне Широкий Лан, 13 апреля 2014 года

Помимо батальонов территориальной обороны в ряде регионов при военкоматах было начато создание отдельных рот охраны.
18 августа 2014 года министерство обороны сообщило о том, что разрабатывается новая концепция общевойсковой подготовки населения, основой которой должен стать «принцип территориальной обороны». Планируется, что прохождение курса начальной военной подготовки станет обязательным для каждого гражданина Украины (при этом для женщин предусмотрено прохождение курсов оказания медицинско-санитарной помощи и гражданской обороны).
2 сентября 2014 года были внесены изменения в закон «О воинской обязанности и военной службе», в соответствии с которыми была упрощена процедура и сокращено время, необходимое для призыва граждан на военную службу в случае возникновения кризисной ситуации, угрожающей национальной безопасности Украины, объявления решения о проведении мобилизации или введении режима военного положения.
13 сентября 2014 года была расформирована 51-я отдельная механизированная бригада сухопутных войск (но на её основе было начато создание 14-й отдельной механизированной бригады).
29 сентября 2014 года заместитель главы администрации президента Д. А. Шимкив сообщил, что принятая правительством программа реформ «Стратегия-2020» предусматривает реформу сектора обороны и усиление национальной безопасности, увеличение военного финансирования с 1,25 % ВВП в 2014 году до 5 % ВВП в 2020 году и увеличение количества военнослужащих с 2,8 до 7 человек на 1 тыс. населения.
В конце октября 2014 года было принято решение о увеличении количества работников психологической службы (вместо 11 или 12 существующих групп психологического обеспечения, только две из которых находятся в зоне АТО, будут созданы 24 группы психологического обеспечения, в состав которых войдут офицеры-политвоспитатели и гражданские специалисты).
4 ноября 2014 года президент Украины П. А. Порошенко подписал указ «О комплексе мер по укреплению обороноспособности государства» и предложения к проекту закона «О Государственном бюджете Украины на 2015 год», которые предусматривают увеличение военных расходов.
Продолжалось создание новых частей:
- в конце ноября 2014 года в районе Мариуполя началось формирование 129-го отдельного разведывательного батальона[87].

14 января 2015 года президент Украины П. А. Порошенко подписал указ № 1725 о проведении четвёртой волны частичной мобилизации продолжительностью 90 дней. Вслед за этим, началось создание новых подразделений:
- 17 января 2015 года началось создание 46-го отдельного батальона спецназначения «Донбасс-Украина»;
- в дальнейшем, началось создание 57-й отдельной мотопехотной бригады[90] и 59-й отдельной мотопехотной бригады[91].

По состоянию на 1 февраля 2015 года, в ходе 4-й очереди частичной мобилизации было собрано 20 % от необходимого количества призывников.
4 февраля 2015 года первый заместитель начальника главного управления оборонного и мобилизационного планирования Генштаба Украины Владимир Талалай сообщил, что после завершения четвёртой очереди мобилизации начнётся призыв граждан Украины на срочную военную службу.
5 марта 2015 года Верховная Рада Украины утвердила решение об увеличении численности вооружённых сил Украины до 250 тыс. человек.
23 июня 2015 года правительством Украины был утверждён порядок мобилизации автомашин для вооружённых сил.

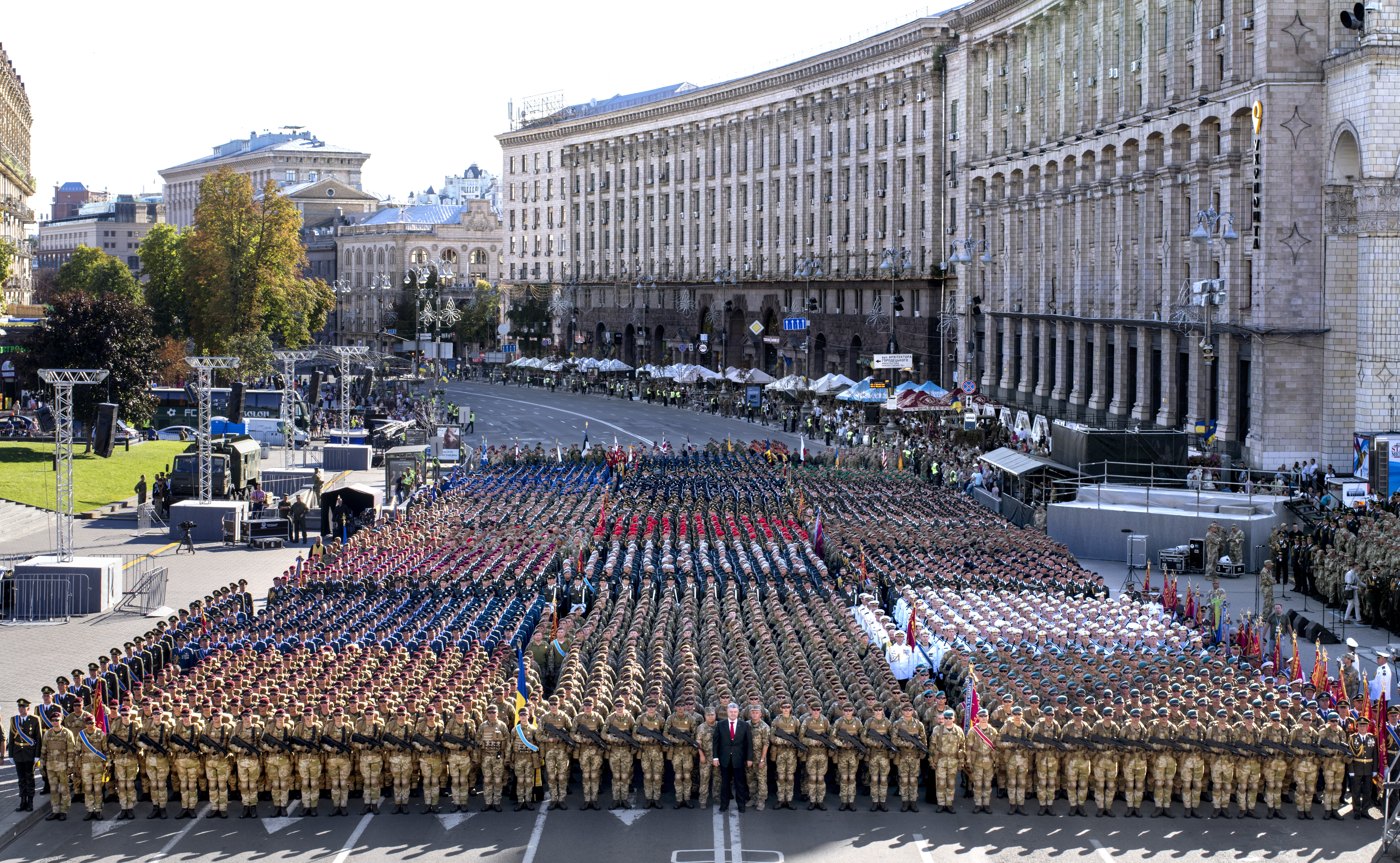
Подготовка к параду по случаю Дня независимости Украины в 2018 году

24 июля 2015 года представители генерального штаба Украины сообщили о возможности проведения седьмой волны мобилизации.
25 сентября 2015 года министерство обороны Украины объявило о создании 10-й горно-штурмовой бригады.
В 2015 году, согласно указу президента Украины Петра Порошенко № 646/2015, из названий воинских частей исключены упоминания о советских орденах.
19 октября 2016 года заявлено о завершении формирования 45-й отдельной десантно-штурмовой бригады (г. Болград), сформированной исключительно из контрактников.
С 2014 по 2016 год численность украинской армии увеличилась на 100 тысяч человек и составила 250 тысяч военных.
В начале марта 2014 года началась операция «Граница» по блокированию передвижения, перемещения грузов и товаров через границу с Приднестровской Молдавской Республикой, в которой участвуют подразделения украинских войск, пограничной охраны и таможенной службы. В ходе операции украинской стороной начато сооружение противотанкового рва на протяжении всей 450-км границы с ПМР. В декабре 2014 было объявлено о строительстве «Европейского вала» вдоль границы с Россией. 11 февраля 2015 года стало известно о строительстве противотанкового рва на границе с Крымом.
С конца зимы — начала весны 2014 года Вооружённые силы Украины принимают участие в российско-украинской войне: с 7 апреля 2014 года участвуют в боевых действиях на востоке страны, а с 24 февраля 2022 года отражают полномасштабное вторжение России.

#### Вторжение России на Украину (2022)
Отразив первоначальную атаку российского вторжения в феврале 2022 года, Вооружённые силы Украины остановили очевидную попытку России захватить Киев. В апреле, после удара произведённого украинским ракетным комплексом «Нептун» Военно-морских сил Украины был потоплен флагман Черноморского флота ВМФ России крейсер «Москва». К концу года украинские войска перешли в успешное контрнаступление, освободив территорию в Харьковской области, а также вокруг Херсона на юге и от Харькова дальше на юго-восток.
Всеобщая мобилизация была объявлена 24 февраля: мужчинам в возрасте 18—60 лет не разрешалось покидать страну, в то время как женщины в возрасте от 18 до 60 лет опредёленных профессий также должны были записаться на военную службу. После вторжения значительное число гражданских лиц добровольно вступило в ряды Вооружённых сил и Национальной гвардии Украины.
Ряд западных государств после начала вторжения России осуществляют помощь в обучении украинских военнослужащих в своих странах, начиная от базовой подготовки и боевых навыков, заканчивая обучением работе с новой техникой. Существует также некоторая техническая поддержка.
Если в начале войны украинский арсенал техники состоял преимущественно из вооружения советской эпохи, хотя более современные наземные ВВТ из западных источников всё чаще пополняло этот арсенал. То с началом вторжения Украина получила значительную поддержку от западных государств в виде военной техники, в первую очередь от США. Эта поддержка включала поставку основных боевых танков (T-72M1/M1R, PT-91), ствольной (FH70, M777, AHS Krab, M109A3GN/A4/A5Ö, CAESAR и пр.) и реактивной (RM-70, HIMARS) артиллерии, противотанкового (NLAW, Grg m/48, Javelin) и противовоздушного (Gepard, Stinger) вооружения. После февральского вторжения осуществлялись поставки беспилотных летательных аппаратов Bayraktar TB2 турецкого производства, в то время как многие страны предоставляли переносные противотанковые средства и противовоздушное вооружение. Разведывательная поддержка также поступала от некоторых из этих государств.
Хотя Украина обладает обширной оборонно-промышленной базой, работающей во всех секторах, в значительной мере её потенциал остаётся сформированным и ограниченным советским наследием. Состояние оборонно-промышленных объектов во время войны неясно; многие из них подверглись российским атакам.

### Участие в миротворческих операциях
Участие украинской армии в миротворческих операциях началось с утверждением Верховной радой Украины постановления от 3 июля 1992 года № 2538-XII «Об участии батальонов Вооружённых сил Украины в миротворческих силах ООН в зонах конфликтов на территории прежней Югославии».
- Война в Боснии — украинский миротворческий контингент в составе сил UNPROFOR, Сараево (240-й отдельный специальный батальон (УКРБАТ-1) с 29 июля 1992 года, 60-й отдельный специальный батальон (УКРБАТ-2) с 19 апреля 1994 года). На основании резолюции Совета Безопасности ООН № 1031 от 15 декабря 1995 года задача поддержания мира на территории бывшей Югославии была возложена на многонациональные силы IFOR под эгидой НАТО. В декабре 1995 года украинский контингент был передан в состав сил IFOR, в декабре 1996 года — в состав сил SFOR.
- Республика Косово — украинский контингент в составе польско-украинского миротворческого батальона «POLUKRBAT» (часть сил KFOR) с 1 сентября 1999 года.
- Ливан — 3-й отдельный инженерный батальон и военно-медицинский персонал в составе миротворческих сил ООН в Южном Ливане с 2000 по 2006 годы[106][107][108]. Военнослужащие батальона выполняли строительные работы, занимались уничтожением взрывоопасных предметов и разминированием местности[109].
- Сьерра-Леоне — украинский миротворческий контингент в составе миссии ООН в Сьерра-Леоне с декабря 2000 года.
- Демократическая Республика Конго — украинский миротворческий контингент в составе миссии ООН по стабилизации в Демократической Республике Конго (MONUSCO) с 2000 года.

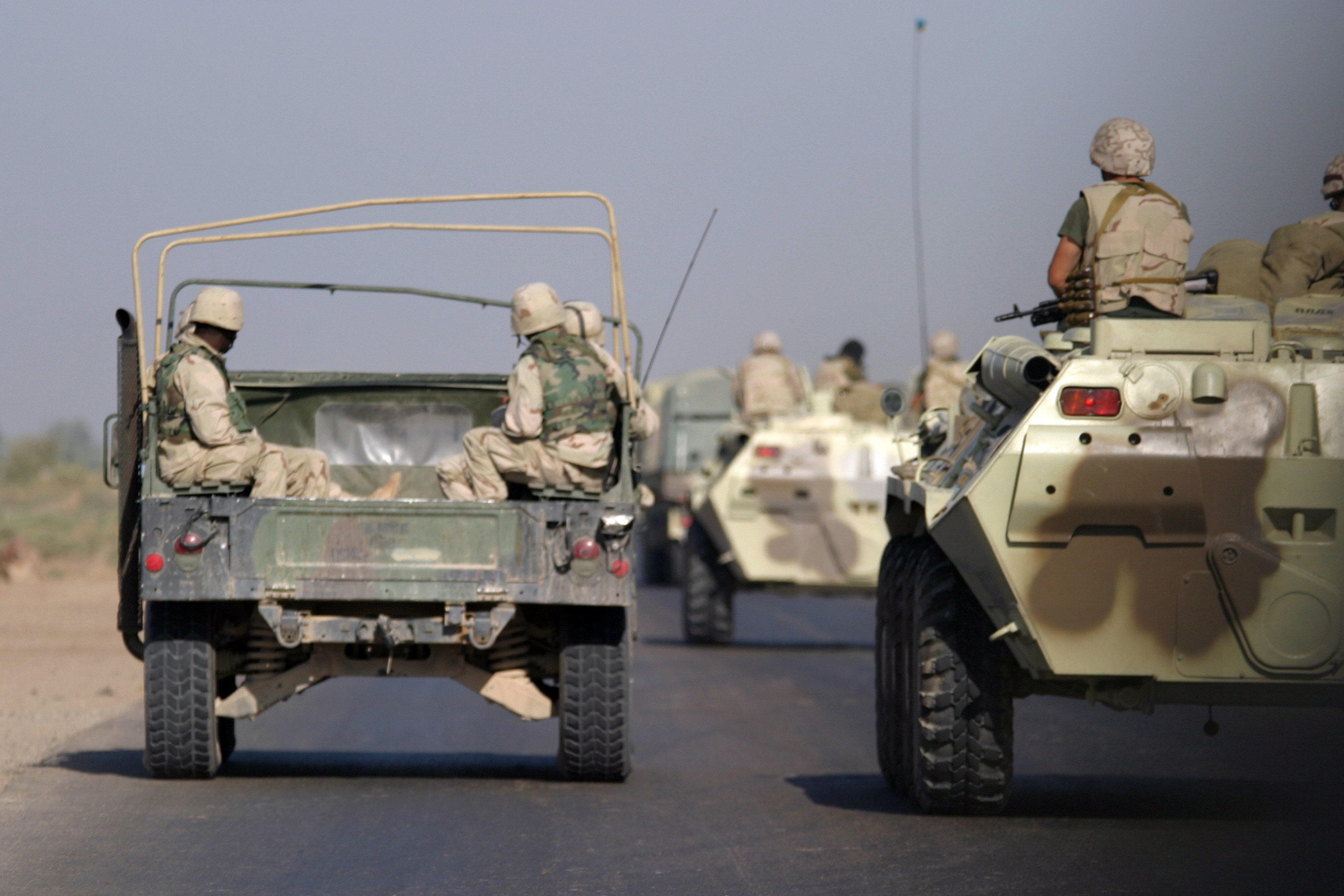
Украинские войска вместе с морскими пехотинцами США в Ираке, 2003 год

В августе 2003 года Украина направила миротворческий контингент в Ирак. Основной контингент был выведен из Ирака 27 декабря 2005, оставшаяся часть — в декабре 2008. Потери украинского контингента в Ираке составили 18 военнослужащих убитыми и не менее 42 ранеными.
В начале 2004 года украинский миротворческий контингент был направлен в Либерию.
16 июня 2005 года президент Украины В. А. Ющенко подписал распоряжение о отправке украинского миротворческого контингента в Бурунди (общей численностью в 15 человек), а также разрешил передать ООН 23 бронетранспортёра.
По состоянию на апрель 2006 года потери украинских вооружённых сил в миротворческих операциях составили 44 военнослужащих убитыми, ещё 1 пропал без вести.
В 2007 году украинский контингент был отправлен в Афганистан.
В ноябре 2010 года украинский миротворческий контингент был направлен в Кот-д’Ивуар.
18 июня 2014 и. о. министра обороны Украины М. В. Коваль сообщил, что начато создание нового рода войск — силы специальных операций — и их планируется применять на территории страны.
10 октября 2012 года Украина присоединилась к военно-морской операции НАТО «Океанский щит» по борьбе с сомалийским пиратством в Аденском заливе и у берегов Африканского Рога, направив в состав сил один фрегат с палубным вертолётом.

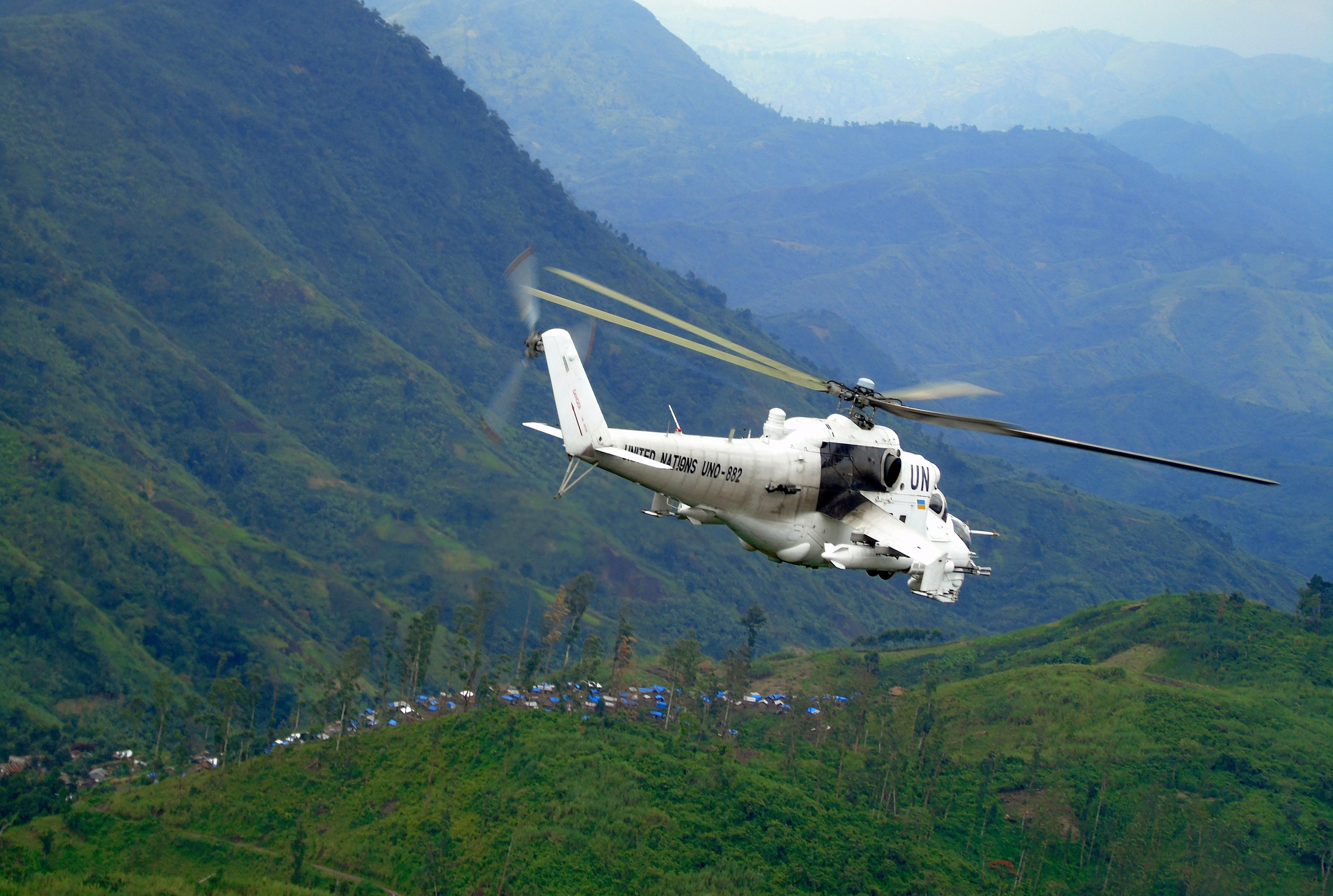
Украинский Ми-24П в ДР Конго

В общей сложности, с начала участия в миротворческих операциях в 1992 году до 29 мая 2012 года в миротворческих операциях участвовало свыше 39 тыс. военнослужащих Украины, около 50 из них погибли. В период до 30 мая 2014 года в 23 операциях ООН и НАТО за пределами страны приняли участие около 42 тыс. военнослужащих Украины.
По состоянию на 20 апреля 2014 года, в 12 миротворческих операциях ООН, ЕС и НАТО за пределами страны принимали участие 990 военнослужащих, 20 вертолётов и 4 бронемашины.
- 30 мая 2014 на Украину были возвращены свыше 200 военнослужащих из состава миротворческого контингента ООН в Конго[117]
- 16 августа 2014 украинский контингент в Косове был уменьшен на 103 военнослужащих, одна манёвренная рота была возвращена на Украину для участия в боевых действиях на востоке страны[118]
- 16 октября 2014 на Украину были отозваны 8 вертолётов[119]

7 марта 2022 года президент Украины Владимир Зеленский подписал указ о возвращении всех миротворческих сил.

### Сотрудничество с НАТО

#### 1992—2004
Отношения Украины и НАТО были официально установлены в 1992 году, когда Украина присоединилась к Совету североатлантического сотрудничества, позднее переименованному в Совет евро-атлантического партнёрства.
Несколько лет спустя, в 1994 году, Украина первой среди стран СНГ присоединилась к программе «Партнёрство ради мира» и вскоре продемонстрировала готовность участвовать в системе евроатлантической безопасности, поддержав операции НАТО на Балканах в 1990-х.
В 1997 году НАТО и Украина подписали «Хартию об особом партнёрстве», в Киеве открылся первый в Восточной Европе Центр информации и документации НАТО. В рамках этой хартии 9 июля 1997 года для развития отношений была учреждена международная комиссия НАТО — Украина.
В ноябре 1998 года президент Леонид Кучма подписал «Программу сотрудничества Украины с НАТО на период до 2001 года», а в самый разгар «Косовского кризиса», в апреле 1999 года, в Киеве открылась миссия НАТО.
В 2000 году было подписано «Соглашение о статусе сил».
В 2001 году был открыт учебный центр Международного центра миротворчества и безопасности в Яворове (Львовская область);
В 2002 году НАТО и Украина приняли план действий НАТО — Украина.
6 апреля 2004 года Верховной радой был принят закон о свободном доступе сил НАТО на территорию Украины.
В июне 2004 года президент Кучма утвердил вторую редакцию Военной доктрины Украины, в которой одним из условий безопасности Украины было названо проведение политики евро-атлантической интеграции, а конечной её целью — вступление в НАТО. Однако уже 15 июля Кучма своим указом заменил формулировку на менее конкретную, предусматривавшую лишь углубление сотрудничества с НАТО.

#### 2005—2009
После победы «Оранжевой революции» в 2004 году и прихода к власти президента Виктора Ющенко сотрудничество с НАТО активизировалось.

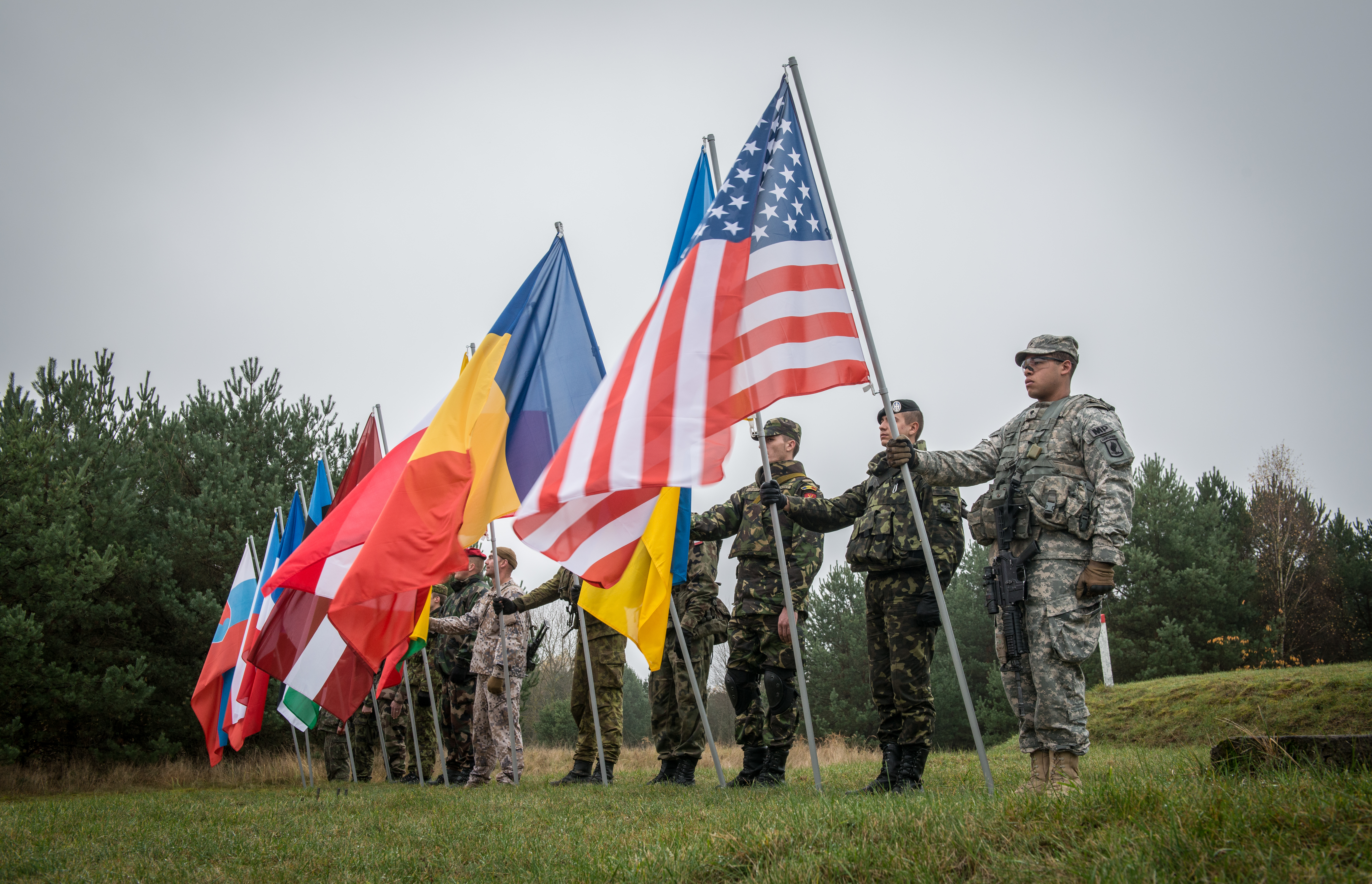
Церемония открытия учений Steadfast Jazz с флагами стран-участниц

21 апреля 2005 года в Вильнюсе в рамках неформальной встречи глав МИД стран НАТО прошло заседание комиссии «Украина-НАТО», открывшее новый этап в отношениях Украины с альянсом — «интенсивный диалог», который призван был стать первым шагом на пути вхождения Украины в НАТО.
В апреле 2005 года Виктор Ющенко вернул в военную доктрину Украины упоминание о стратегической цели Украины — «полноправном членстве в НАТО и Европейском союзе». Новый текст звучал так: «Исходя из того, что НАТО и ЕС являются гарантами безопасности и стабильности в Европе, Украина готовится к полноправному членству в этих организациях». Как и в прежнем варианте, задача «глубокого реформирования оборонной сферы государства в соответствии с европейскими стандартами» называлась «одним из важнейших приоритетов внутренней и внешней политики».
В декабре 2005 года Украина стала членом Совета министров обороны стран Юго-Восточной Европы.
С 2005 года началась подготовка по стандартам НАТО личного состава Объединённых сил быстрого реагирования
В 2005 году было принято решение о участии ВМС Украины в операции НАТО «Активные усилия» в Средиземном море. Первые три корабля были отправлены в 2006 году, в дальнейшем участие было продолжено.
В августе-сентябре 2006 года после того, как на очередных парламентских выборах наибольшее число голосов получила Партия регионов и правительство возглавил политический соперник Виктора Ющенко Виктор Янукович, во внешней политике Украины наметился поворот. 11 августа 2006 года пресс-служба нового украинского правительства сообщила, что Украина откладывает принятие «плана действий по членству в НАТО». Виктор Янукович посетил с рабочим визитом Брюссель, где сделал программное заявление о неготовности Украины к вступлению в НАТО. Как он заявил, новое украинское правительство «намерено расширять сотрудничество с НАТО», не беря на себя никаких обязательств в рамках реализации так называемого «Плану действий по членству в НАТО» (ПДПЧ). Верховная рада, в которой сторонники Виктора Януковича (Партия регионов, СПУ и КПУ) имели большинство, приняла постановление, в котором поддержала его позицию.
В декабре 2006 года Украина присоединилась к операции «NATO Training Mission — Iraq», отправив группу инструкторов для обучения военнослужащих иракской армии.
В начале 2008 года произошёл скандал, поводом для которого стало заявление генерального секретаря НАТО о том, что организация получила письмо за подписями президента Украины Виктора Ющенко, нового премьер-министра Юлии Тимошенко и председателя парламента Арсения Яценюка с просьбой присоединить Украину к «Плану действий по членству в НАТО». Скандал парализовал работу украинского парламента на 2 месяца.
США приложили значительные усилия, чтобы убедить своих союзников по НАТО в необходимости присоединения Грузии и Украины к ПДПЧ на Бухарестском саммите НАТО в апреле 2008 года, что означало бы их фактическое вовлечение в НАТО. Резкое противодействие подключению Украины и Грузии к ПДПЧ оказали Германия и Франция, которых поддержали Италия, Нидерланды, Люксембург, Испания, Бельгия, Португалия. Несмотря на то, что Грузия и Украина не получили официального приглашения стать участниками ПДПЧ, им дали понять, что дорога в НАТО для них расчищена и необходимо лишь немного подождать. Главы государств и правительств стран — членов НАТО заявили в Бухаресте, что Грузия и Украина станут членами НАТО, когда будут соответствовать предъявляемым требованиям к членству в этой организации. Это решение было подтверждено на последующих встречах в верхах — в 2009 году в Страсбурге и Келе и в 2010 году в Лиссабоне.
13 июня 2008 года Украина и НАТО подписали меморандум о взаимопонимании по вопросу присоединения Украины к системе НАТО по контролю за воздушным пространством страны.
В марте 2009 года было подписано соглашение «О стратегических авиаперевозках» с Чехией, в соответствии с которым предоставляли украинские самолёты Ан-124 для транспортировки военнослужащих и военной техники вооружённых сил Чехии в Афганистан.
С 2009 года транспортные самолёты из состава 25-й транспортной авиабригады ВВС сил Украины) участвуют в ежегодной совместной операции министерства обороны Украины и министерства обороны Дании «Північний сокіл» по доставке топлива и грузов с авиабазы ВВС США «Туле» на датскую полярную станцию «Норд» на острове Гренландия.
17 ноября 2009 года на консультативном совещании Польши, Литвы и Украины было принято решение о создании международной польско-литовско-украинской миротворческой бригады «LITPOLUKRBRIG» трёхполкового состава (4500 военнослужащих, по 1,5 тыс. от каждой страны); позднее в городе Люблин был создан штаб бригады, но в то время дальнейшее формирование бригады было приостановлено. Соглашение о создании бригады было подписано после смены украинского руководства, 19 сентября 2014 года.

#### 2010—2013

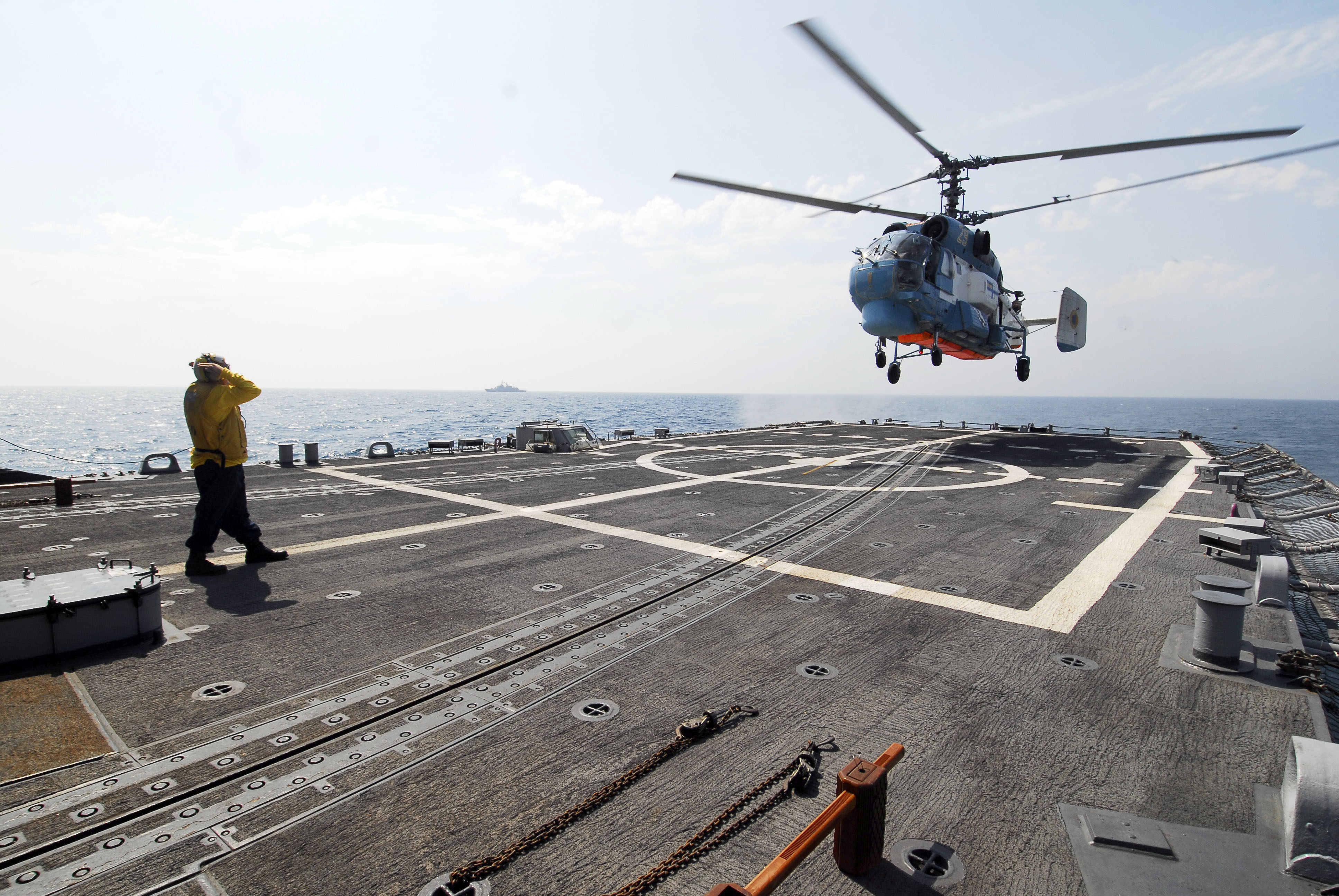
Вертолёт Ка-27 ВМС Украины садится на палубу фрегата USS Taylor (FFG 50) ВМС США в ходе учений «Sea Breeze 2010»

После избрания президентом В. Ф. Януковича вопрос о вступлении Украины в НАТО был заморожен:
- 2 апреля 2010 года были упразднены межведомственная комиссия по вопросам подготовки страны к вступлению в НАТО и национальный центр по вопросам евро-атлантической интеграции[142];
- 1 июля 2010 года был принят закон «Об основах внутренней и внешней политики», который официально закреплял внеблоковый статус Украины и отказ Украины от интеграции в блок НАТО[37];
- В сентябре 2011 года Янукович выступил с заявлением, что Украина останется внеблоковым государством, не будет принимать участия в создании европейской системы противоракетной обороны и не намерена вступать в НАТО[143].

Несмотря на некоторое охлаждение отношений, в НАТО, тем не менее, сохранили линию на вовлечение Украины в свою деятельность. Эти намерения получили закрепление в Стратегической концепции НАТО, принятой на саммите в Лиссабоне в ноябре 2010 года.
22 февраля 2013 года Украина официально присоединилась к операции НАТО по противодействию пиратству «Океанский Щит».

#### 2014—2021

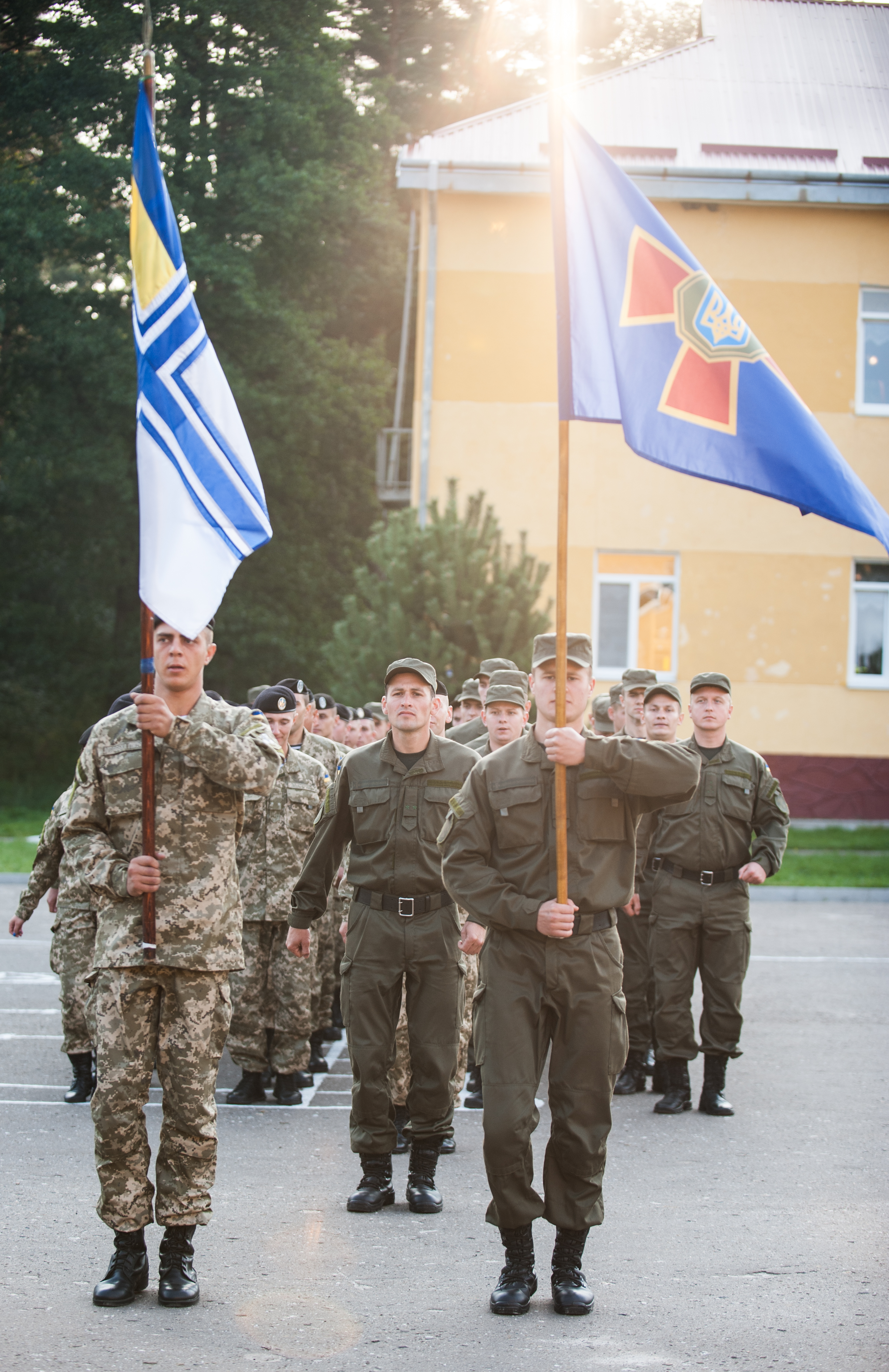
Солдаты Национальной гвардии и морской пехоты Украины на учениях «Rapid Trident-2014»

Уже через несколько недель после захвата Крыма Россией между НАТО и Украиной по инициативе международного секретариата НАТО прошли переговоры об «усилении сотрудничества». Североатлантический совет НАТО, отреагировав на события в Крыму, принял решение об интенсификации всего спектра сотрудничества альянса с Украиной.
1 апреля 2014 года Верховная рада поддержала решение и. о. президента Украины Александра Турчинова о допуске подразделений вооружённых сил иностранных государств на территорию Украины в 2014 году для участия в многонациональных учениях. В этот же день НАТО заявило о готовности направить на Украину «мобильные группы военных инструкторов», проводить совместные учения, активизировать усилия по обеспечению совместимости вооружённых сил НАТО и Украины.
В мае, по заявлениям представителей украинского руководства, Украина начала получать от государств НАТО «нелетальную военную помощь» (шлемы, бронежилеты, приборы ночного видения, средства оказания медицинской помощи и другое снаряжение).
8 июня официальный представитель министерства обороны США Эйлин Лайнез сообщила о принятом решении направить на Украину группу военных советников «для оценки и разработки программ практического взаимодействия между вооружёнными силами Украины и США».
4 сентября 2014 генеральный секретарь НАТО Андерс Фог Расмуссен сообщил, что НАТО предоставит Украине около 15 млн евро на проведение военной реформы (с целью укрепить силовые структуры в таких областях, как киберзащита, логистика, командование, контроль и коммуникации, а также реабилитация раненых солдат). Денежные средства будут предоставлены странами НАТО (Норвегия выделила 3,3 млн крон, Канада выделит 1 млн долларов США, Латвия намерена выделить ещё 50 тыс. евро, Литва — ещё 50 тыс. евро, Нидерланды — ещё 400 тыс. евро).
13 сентября 2014 министр обороны Украины В. Гелетей сообщил, что страны НАТО начали поставки оружия для украинской армии.
16 сентября 2014 директор департамента информационной политики МИД Украины Евгений Перебийнис сообщил, что украинская армия намерена перейти на стандарты НАТО.
27 сентября пресс-секретарь Пентагона Эйлин Лайнез в интервью газете The Washington Times сообщила, что США направили на Украину помощь в лице восьми военных специалистов. Американские военные поделятся с украинскими коллегами секретами построения тактики, а также особенностями сбора информации в борьбе с незаконными вооружёнными формированиями. Прибывшие эксперты будут поделены на две группы, одна из которых займётся оценкой потребностей Украины в сфере безопасности, а также определит возможные способы помощи Киеву со стороны США. Лайнез также выразила надежду на углубление взаимодействия между Украиной и США в военной сфере при поддержке обеих сторон.

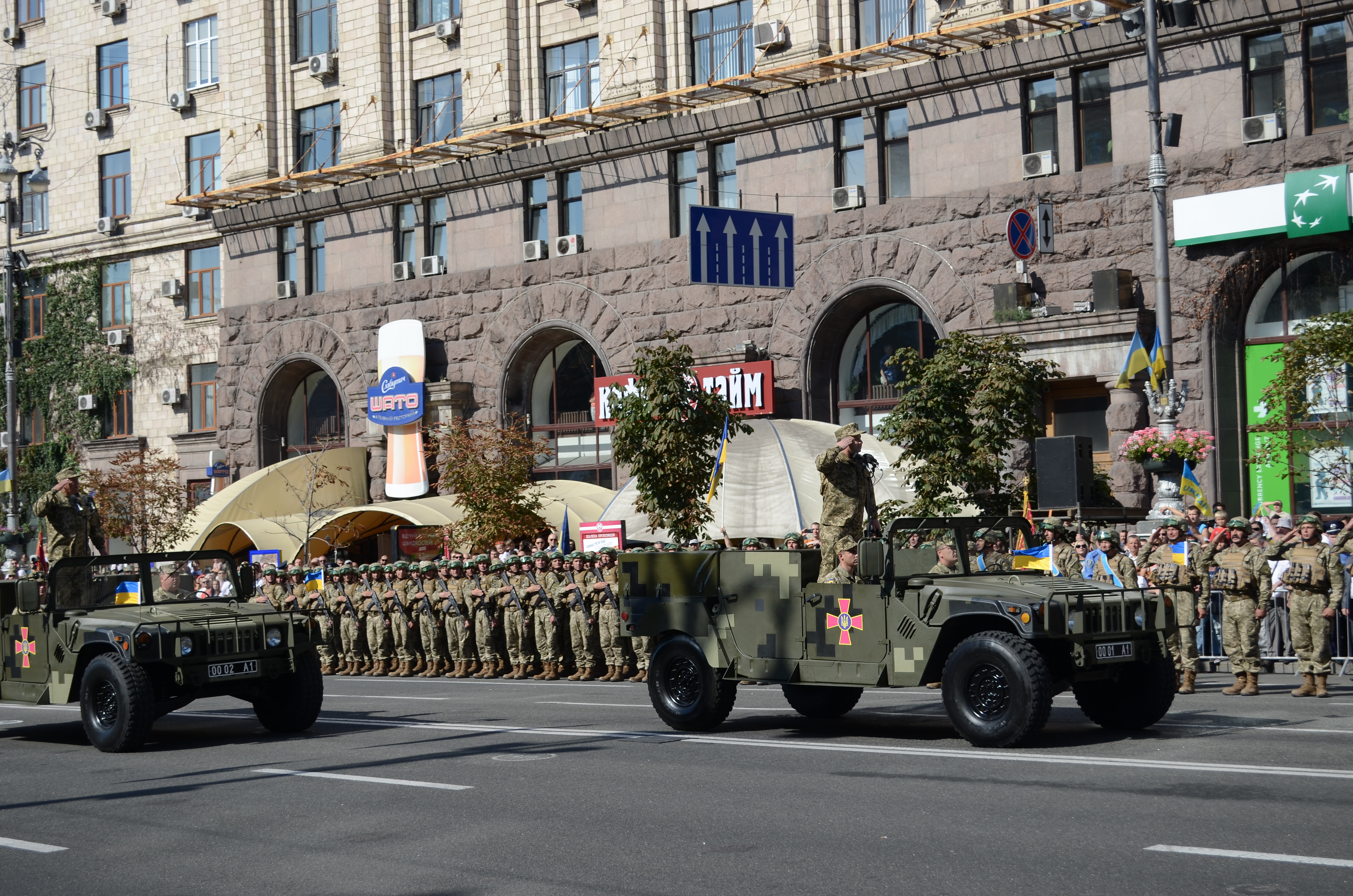
Автомобили HMMWV на параде в честь Дня независимости Украины, 24 августа 2015 года

23 декабря 2014 года Верховная рада Украины приняла законопроект президента Украины П. А. Порошенко об отмене внеблокового статуса Украины, а 29 декабря 2014 года принятый закон подписал Порошенко.
12 февраля 2016 года иностранными военными инструкторами в Международном центре миротворчества и безопасности (Яворов) была завершена подготовка первого подразделения вооружённых сил Украины (пехотного батальона одной из механизированных бригад). Следующий этап тренировочной работы был проведён группой инструкторов PATT (англ. Partner-and-Advise Training Team), сформированной на базе 3-го батальона 15-го пехотного полка ВС США, которые занимались подготовкой двух украинских батальонов с 15 февраля до 17 июля 2016 года. Основным приоритетом работы стало переобучение украинского командного состава, который не мог отказаться от архаичного и централизованного управления войсками в советском стиле. Среди других недостатков украинских вооружённых сил назывались высокая степень бюрократизированности, неприятие новшеств на высшем уровне командования и узкая специализация штабных офицеров, которые, по словам инструкторов, «привыкли, что их обучают тому, что думать, а не тому, как думать». Занятия выявили целый комплекс проблем, например приверженность украинского комсостава к устаревшим боевым построениям, которые отличаются статичностью и предсказуемостью, непонимание украинскими офицерами концептуальной разницы между своими боевыми задачами и целями и т. д. (см. полный список в статье Украина и НАТО) При этом, обучение усложнялось культурной спецификой региона, которая проявилась в боязни украинских офицеров признавать свои ошибки и недостатки, в результате чего недостоверные доклады о достижении полной готовности были нормой.

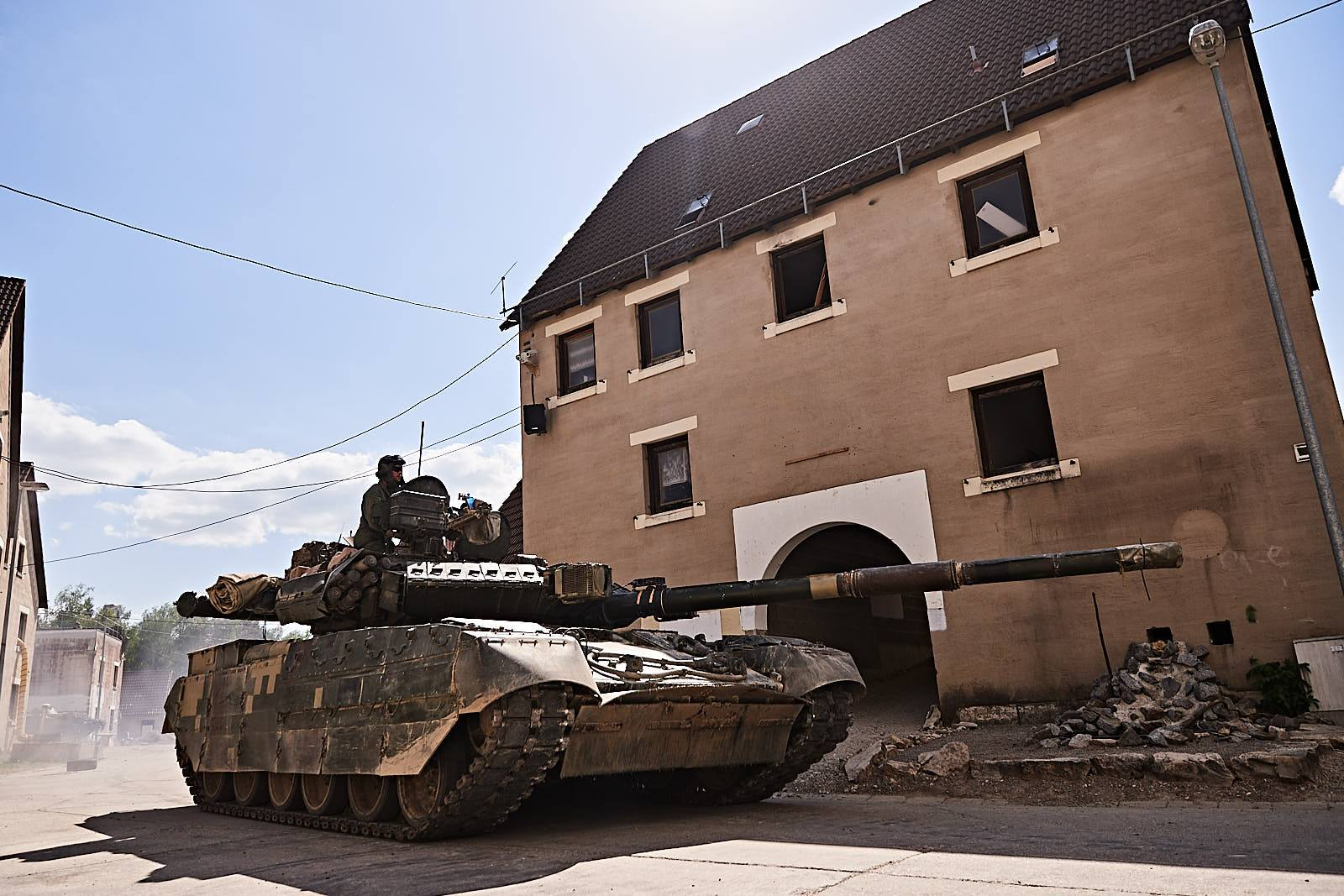
Т-84 во время многонациональных учений Combined Resolve X в 2018 году

Согласно новой редакции Военной доктрины Украины, принятой при президенте Петре Порошенко и обнародованной 24 сентября 2015 года на официальном сайте президента Украины, Украина считает приоритетной задачей углубление сотрудничества с НАТО и достижение до 2020 года полной совместимости ВСУ с соответствующими силами стран-членов НАТО. Отказываясь от внеблокового статуса, Украина намерена изменить подходы к обеспечению национальной безопасности, уделяя приоритет «участию в усовершенствовании и развитии евро-атлантической и европейской систем коллективной безопасности». «Для этого Украина будет интегрироваться в европейское политическое, экономическое, правовое пространство с целью получения членства в ЕС, а также углублять сотрудничество с НАТО для достижения критериев, необходимых для членства в этой организации», — говорится в документе.
Углубление сотрудничества с НАТО предусматривает развитие многосторонних отношений, в частности в рамках Хартии об особом партнёрстве между Украиной и НАТО, программы «Партнёрство ради мира», Концепции оперативных возможностей НАТО (ОСС), Процесса планирования и оценки Сил НАТО (PARP) и Средиземноморского диалога, участие в совместных с НАТО операциях, реформирование ВСУ с целью внедрения стандартов НАТО, обеспечения мобильности ВСУ и оперативности их развёртывания, обеспечение подготовленности личного состава, технической совместимости вооружения, военной и специальной техники, а также оперативной совместимости подразделений ВСУ и государств — членов НАТО.
С 2014 года проводимая Западом учебная поддержка развивала боевые и командирские навыки, в том числе касающиеся сержантского состава. Подготовка кадров сержантского состава в Украине после 2014 года оказалась успешной. В 2021 году Украина заменила свою военную доктрину новой стратегией военной безопасности, которая основана на Стратегии национальной безопасности 2020 года. Часть программы реформ включала создание нескольких новых командований, включая командование объединённых сил.

## Современное состояние и боеспособность
Вооружённые силы Украины являются одними из самых мощных, многочисленных и боеспособных армий Европы, которую американские и европейские военные эксперты, по многим критериям, характеризуют как армию натовского типа, которая при этом де-юре не является частью Североатлантического альянса.

### Численность и комплектование
Комплектуются за счёт призыва на срочную военную службу мужчин от 18 до 27 лет и приёма на контрактную службу.
На начало 2022 года штатная численность ВСУ составляла около 205 тысяч человек, при этом не менее 100 тысяч военнослужащих — ветераны боевых действий, а 27 тысяч прошли тренировку специалистами США, в том числе по ведению партизанской войны. Общая численность резерва — 900 тысяч человек.
После февраля 2022 года и начала российского военного вторжения, с учётом мобилизации, на время ведения боевых действий численность вооружённых сил была увеличена до 700 тысяч человек.

### Перевооружение

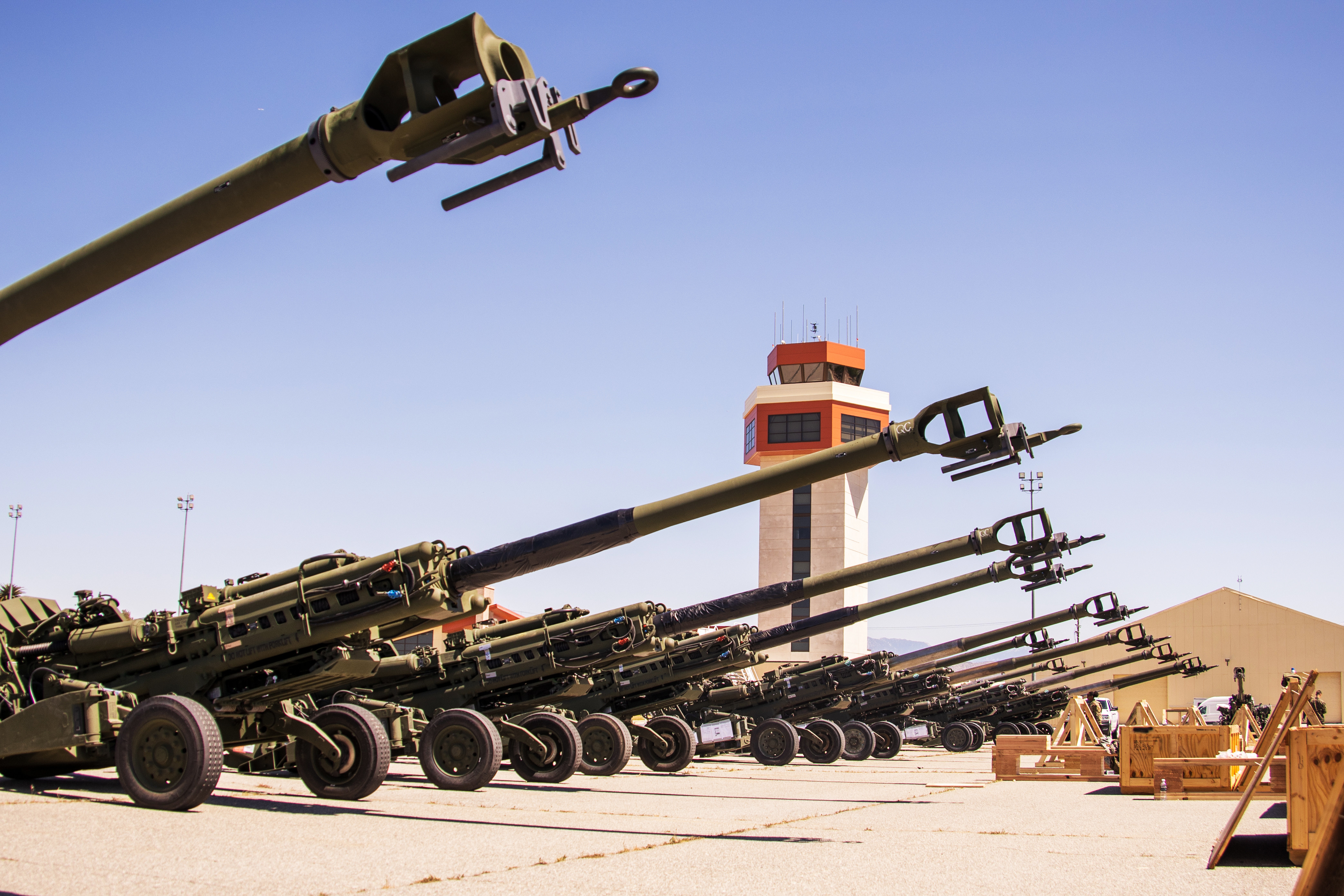
Буксируемые гаубицы M777

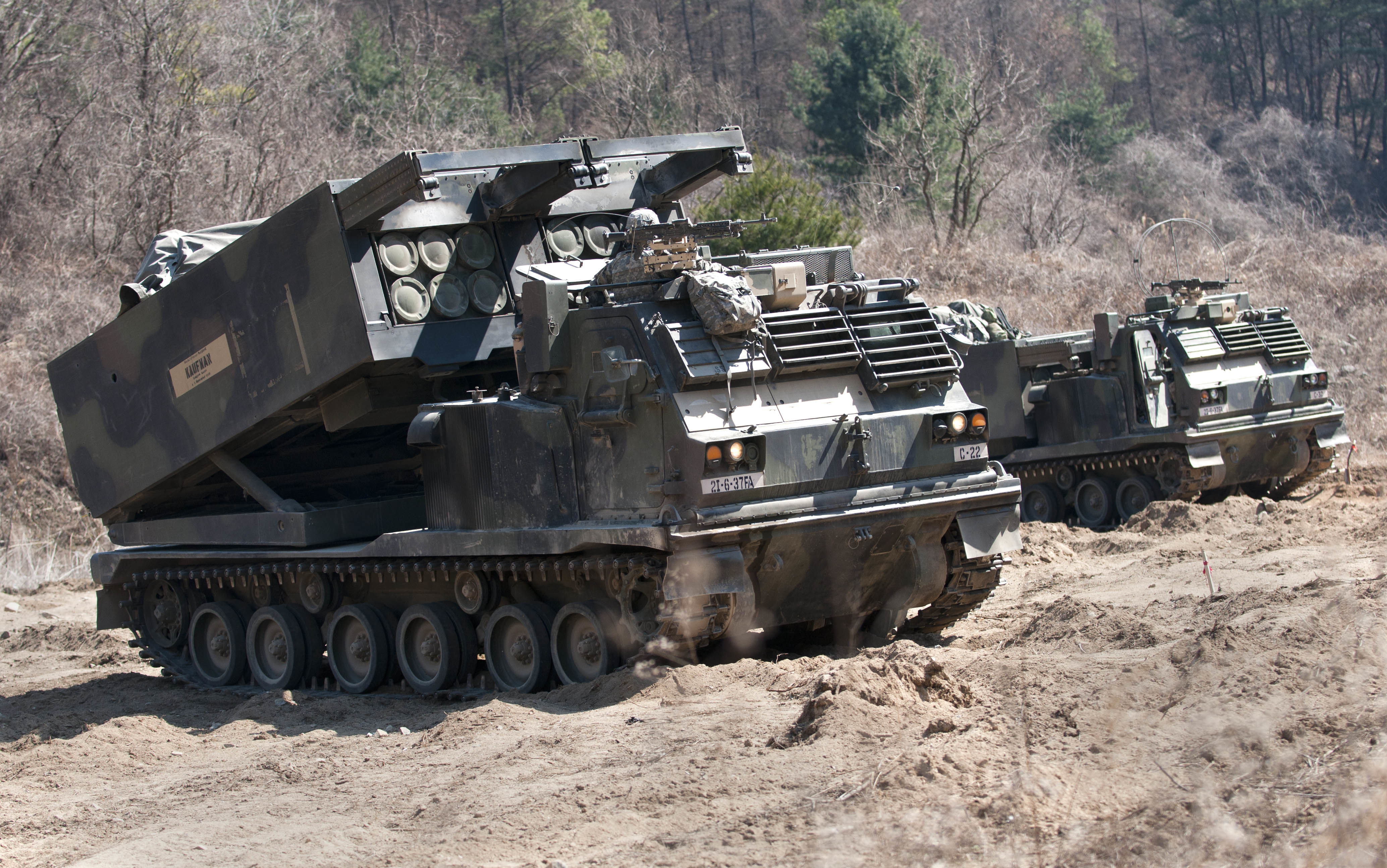
Универсальные реактивные системы залпового огня M270 MLRS

Украина начала получать западное вооружение с 2014 года, включающее в основном пехотное оружие: переносные противотанковые и зенитные ракетные комплексы; а также различные военные грузы: прежде всего, боеприпасы, беспилотники, высокомобильные бронемашины, средства контрбатарейной борьбы, амуницию и медицинские комплекты. Также в войска начали поступать новые образцы оружия украинского производства.
После вторжения России на Украину, начались крупные поставки современного иностранного вооружения, начиная от стрелкового оружия, заканчивая бронетехникой (танками, боевыми машинами пехоты), крупнокалиберной артиллерией, реактивными системами залпового огня, самолётами, вертолётами, противокорабельными комплексами, высокоточными крылатыми ракетами воздушного базирования, средствами противовоздушной и противоракетной обороны и прочими системами и комплектующими.
Помимо этого, уровень насыщенности украинской армии противотанковыми ракетами и переносными зенитно-ракетными комплексами является одним из самых высоких в мире.

### Тренировочные миссии и обучение

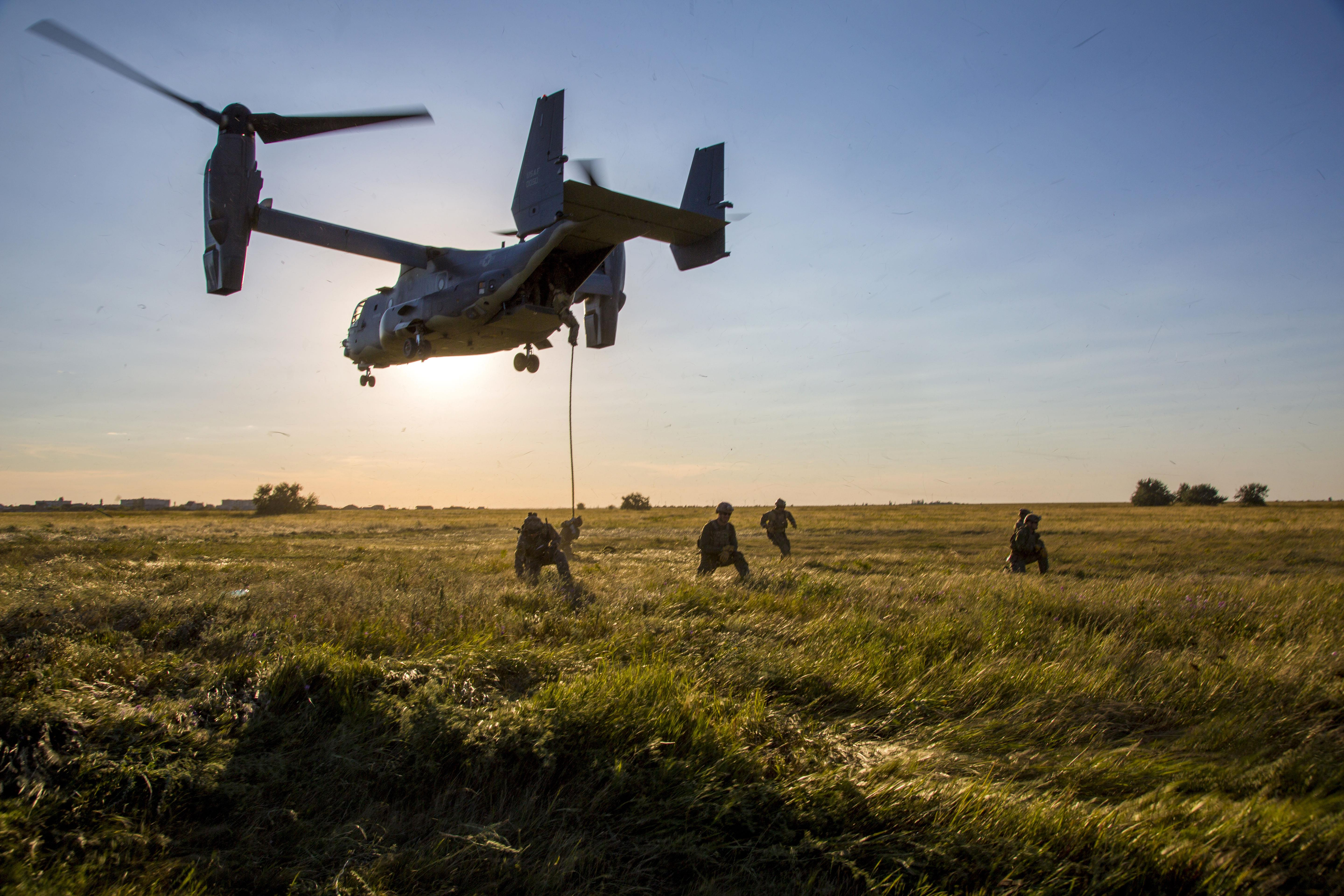
Десантирование американских и украинских военнослужащих во время международных учений Sea Breeze 17

Начиная с 2014 года украинские военнослужащие регулярно участвуют в
многонациональных учениях, которые проходят как на территории Украины, так и вне её.
За это время в подготовке и обучении украинских солдат и специалистов принимали участие инструкторы и советники стран НАТО, одной из главных задач которых было обеспечить максимальную совместимость Вооружённых сил Украины с силами НАТО.
После февраля 2022 года странами Европейского союза и НАТО создана масштабная программа по обучению тысяч украинских военных. Обучение включает как стандартную военную подготовку, так и специализированный инструктаж, исходя из потребностей Украины.

### Обмен и передача разведывательных данных
По мере интеграции ВСУ в военные структуры НАТО увеличивается и уровень взаимодействие в сфере разведки.
В 2022 году Европейский союз одобрил соглашение с украинской стороной, позволяющее делиться секретной информацией, включая спутниковые снимки
17 марта 2022 года, выступая на слушаниях в комитете по вооружённым силам Палаты представителей Конгресса США, заместитель министра обороны США Рональд Малтри заявил: «разведывательная информация, которой мы делимся, работа, которой мы занимаемся, чтобы поддержать украинское государство, существенно меняет положение дел», поскольку «она точная, она своевременная, и на её основе можно предпринимать действия» и «мы считаем, что поддерживаем их таким образом, что они довольны тем, что мы предоставляем».

### Вопрос вступления в НАТО
Начиная с 1994 года, когда Украина присоединилась к программе НАТО «Партнёрство ради мира», вопрос вступления в альянс являлся предметом острых политических и социальных дискуссий. Однако в 2014 году, после аннексии Крыма Россией и начала Войны на востоке Украины, Верховной Радой был принят законопроект об отказе от внеблокового статуса страны, а стратегическим приоритетом во внешней политике было объявлено вступление в НАТО.
Украина является членом созданного в 1997 году Совета евро-атлантического партнёрства. В 2014 году присоединилась к Силам быстрого реагирования НАТО. В 2020 году Североатлантический совет предоставил Украине статус партнёра с расширенными возможностями (Enhanced Opportunities Partner, EOP).
30 сентября 2022 года Президент Украины Владимир Зеленский на фоне российского военного вторжения и аннексии оккупированных территорий Украины подписал заявку Украины на вступление в НАТО в ускоренном порядке. Согласно социологическому исследованию, проведённому в октябре 2022 года социологической группой «Рейтинг», уровень поддержки вступления Украины в Североатлантический альянс достиг наивысшего показателя за всю историю наблюдений, так 83 % украинцев поддержало вступление.
Экс-руководитель информационного центра НАТО Роберт Пшель заявил, что
вопрос вступления Украины в Североатлантический блок лежит не в военной, а в политической плоскости, так как Вооружённые силы Украины соответствуют всем главным стандартам НАТО, кроме того, обладая уникальным опытом боевых действий высочайшей интенсивности, которого нет ни у одной армии альянса.

## Руководство

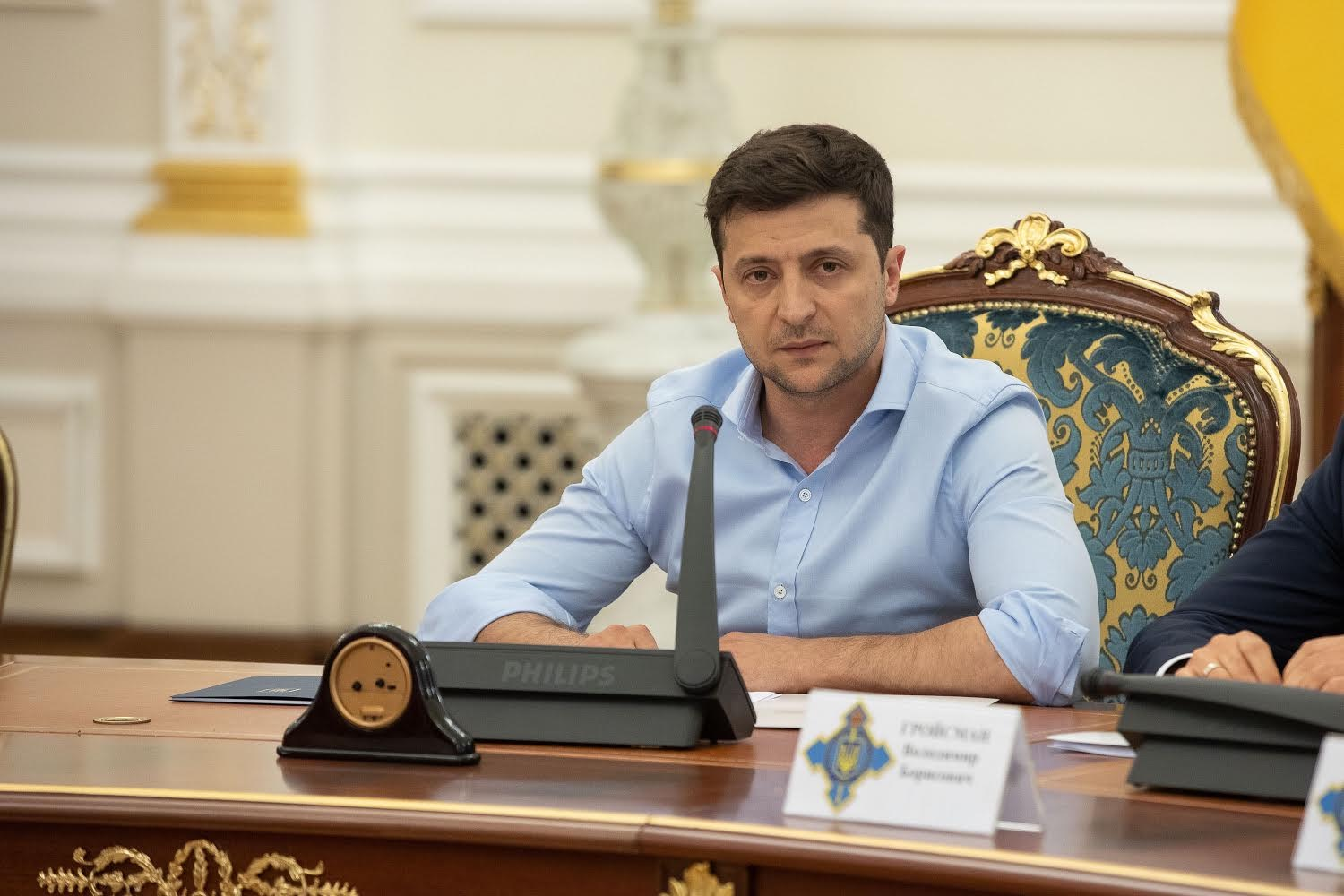
Верховный главнокомандующий ВСУ Владимир Зеленский

Верховным главнокомандующим вооружённых сил Украины является президент Украины. Он назначает на должности и освобождает от должностей высшее командование ВСУ, других военных формирований, осуществляет руководство в сфере национальной безопасности и обороны государства.
Главнокомандующий Вооружённых Сил Украины — лицо, осуществляющее непосредственное военное руководство Вооружёнными Силами Украины, контроль состояния обеспечения армии военной техникой, вооружением и другими ресурсами, отчитывается перед президентом и министром обороны о достижении военно-стратегических целей в сфере обороны.
При этом, Законом Украины «О Вооружённых Силах Украины», определяется, что непосредственное военное руководство — деятельность, направленная на осуществление мероприятий по развитию Вооружённых Сил Украины, их техническому оснащению, подготовке и всестороннему обеспечению, определению основ их применения, а также управлению ими.
До 27 марта 2020 года согласно ст. 8 Закона Украины «О Вооружённых Силах Украины», Начальник Генерального штаба был Главнокомандующим Вооружёнными силами Украины.
Министерство обороны Украины, в подчинении которого находятся ВСУ, принимает участие в реализации государственной политики по вопросам обороны и военного строительства, координирует деятельность государственных органов и органов местного самоуправления по подготовке государства к обороне. Министерство должно также анализировать военно-политическую обстановку, определять уровень военной угрозы национальной безопасности Украины, обеспечивать функционирование вооружённых сил и их готовность к выполнению возложенных функций и заданиям. Министерство обороны Украины возглавляет министр обороны Украины.

## Структура

Иерархия полевых формирований ВСУ до февраля 2025

Вооружённые силы Украины состоят из органов военного управления, объединений, соединений, военных частей, военных учебных заведений, учреждений и организаций.
Военное управление вооружёнными силами осуществляет Генеральный штаб Вооружённых сил Украины.
В состав ВС Украины входят:

### Сухопутные войска
Сухопутные войска являются главным и наиболее многочисленным видом вооружённых сил.
По своему назначению и объёму возложенных на них задач они играют решающую роль в выполнении вооружёнными силами своих функций как в мирный период, так и военное время.
Сухопутные войска включают четыре оперативных командования:
- Оперативное командование «Запад»
- Оперативное командование «Юг»
- Оперативное командование «Восток»
- Оперативное командование «Север»

Также управление Сухопутных войск состоит из:
- Командования подготовки Сухопутных войск
- Командования логистики Сухопутных войск
- Командования территориальной обороны
- Корпус резерва (кадров)

Рода войск Сухопутных войск:

#### Механизированные и танковые войска
Весной 2009 года насчитывали 2 танковые и 10 механизированных бригад. На вооружении имелось 774 танка, БТР, БМП и иное вооружение.
К началу противостояния на востоке Украины в 2014 году на вооружении танковых войск состояло 620—680 танков, а также БТР, БМП и другая техника. По другим данным, в ВСУ имелось 616 машин Т-64 разных модификаций, 85 танков «Булат» и, предположительно, 10 танков Т-84 «Оплот» (которые находятся на военных испытаниях). В дополнении к строевой технике на хранении имелось 986 единиц Т-64, 165 Т-80 и до 425 Т-72, которые теоретически можно было бы ввести в строй после ремонта или пустить на запчасти.

#### Ракетные войска и артиллерия

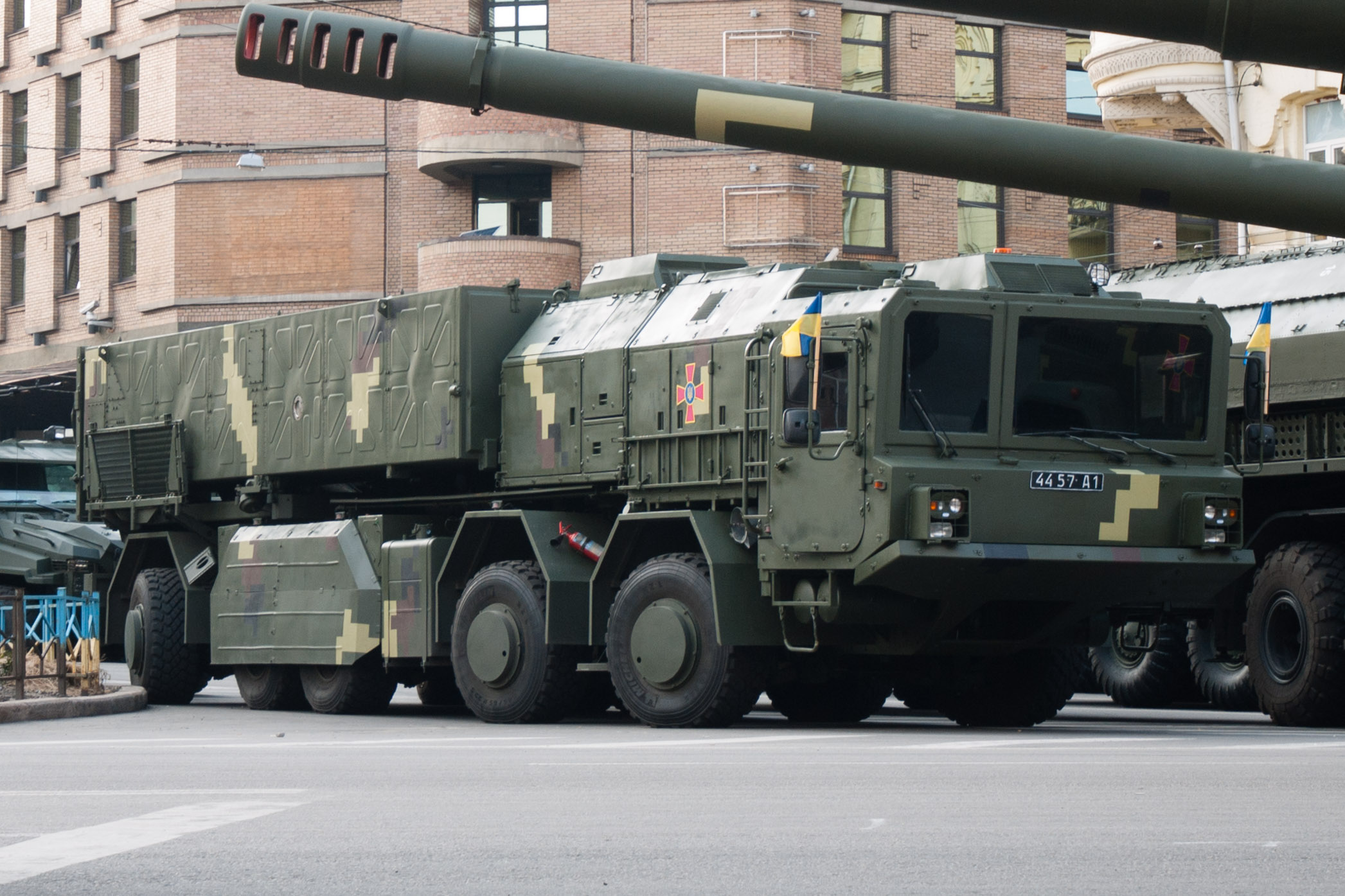
Оперативно-тактический ракетный комплекс «Сапсан»

Ракетные войска и артиллерия Сухопутных войск состоят из соединений тактических ракет, соединений и частей гаубичной, пушечной, реактивной и противотанковой артиллерии, артиллерийской разведки, миномётных подразделений и подразделений ПТУР.
Весной 2009 года насчитывали 5 артиллерийских и 2 ракетные бригады. К началу войны на востоке войсковое командование ВСУ имело в своём распоряжении две артиллерийские бригады (55-ю и 26-ю), а также 27-й реактивный артиллерийский полк. В артиллерии Сухопутных войск к 2016 году было на вооружении до 40 152-мм САУ «Мста-С», 456 152-мм САУ «Акация», 74 системы «Нона», 24 «Гиацинта», 279 РСЗО БМ-21 «Град», 20 «Град-1», 137 РСЗО «Ураган» и 80 РСЗО «Смерч». В дополнение к ним на хранении — 92 самоходные пушки «Пион» и 542 122-мм САУ «Гвоздика».
На 2016 год в составе ВСУ осталась всего одна 19-я ракетная бригада, которая находится в непосредственном подчинении верховного командования и дислоцируется в Хмельницком.
По состоянию на 2020 год на вооружение Украины поступила РСЗО «Ольха».

#### Войска противовоздушной обороны
Войска противовоздушной обороны Сухопутных войск предназначены для прикрытия войск от ударов противника с воздуха во всех видах боевых действий, при перегруппировке и расположении их на месте. Основой их группировки являются до 30 дивизионов зенитных ракетных комплексов различных типов: С-200, С-300 и «Бук-М1».

#### Армейская авиация
Армейская авиация является наиболее манёвренным родом Сухопутных войск, предназначенным для выполнения заданий в разнообразных условиях общевойскового боя. Части и подразделения армейской авиации ведут разведку, уничтожают боевую технику и живую силу противника, осуществляют огневую поддержку, высаживают тактические десанты, доставляют в указанные районы боевую технику и личный состав, выполняют иные задания.

### Военно-воздушные силы
Военно-воздушные силы — вид вооружённых сил, предназначенный для охраны воздушного пространства государства, поражения объектов противника с воздуха, авиационной поддержки своих войск, высадки воздушных десантов, воздушной перевозки войск и материальных средств и ведения воздушной разведки.
На начало 2016 года в составе ВВС насчитывалось 45 тыс. человек, на вооружении имелось 207 боевых и 45 транспортных самолётов.
Основные задачи Военно-воздушных сил:
- охрана воздушного пространства страны;
- завоевание превосходства в воздухе;
- прикрытие группировок войск и объектов от ударов противника с воздуха;
- авиационная поддержка Сухопутных войск и обеспечение боевых действий Военно-морских сил, срыв манёвров войск противника и его перевозок;
- высадка воздушных десантов и борьба с десантами противника на земле и в воздухе;
- ведение воздушной разведки;
- осуществление воздушных перевозок войск и материальных средств;
- разрушение и уничтожение военных, военно-промышленных, энергетических объектов, узлов и коммуникаций противника.

В состав Военно-воздушных сил входят три рода войск:
- Авиация (тактическая и военно-транспортная)
- Противовоздушная оборона
- Специальные войска (отдельные воинские части и подразделения: разведывательные, инженерные, радиационной, химической и биологической защиты, связи АСУ и РТЗ, РЭБ, метрологического обеспечения и др.)

### Военно-морские силы
Военно-морские силы предназначены для защиты суверенитета и государственных интересов Украины на море, разгрома группировок ВМС противника в своей операционной зоне самостоятельно и во взаимодействии с другими видами ВСУ, содействия сухопутным войскам на приморском направлении. По данным на 2016 год ВМС являлись самым слабым военным флотом в акватории Чёрного моря; он существенно уступал российскому, румынскому и болгарскому ВМФ незначительно превосходя грузинскую береговую охрану.
Военно-морские силы состоят из четырёх родов войск:
- Надводные силы
- Авиация ВМС Украины
- Береговые ракетно-артиллерийские войска
- Морская пехота Украины.

В состав военно-морских сил входят:
- командование
- эскадра разнородных сил
- Главная военно-морская база «Намыв» (Очаков)
- военно-морская база «Юг» (Одесса) (бывшая Западная ВМБ)
- военно-морская база «Восток» (Бердянск)
- морская авиационная бригада
- две бригады морской пехоты
- части и подразделения специального назначения
- части и учреждения боевого, технического, тылового и медицинского обеспечения
- учебный и научный центры.

К началу 2013 года в составе ВМС Украины было около 14,7 тыс. человек, 26 кораблей и катеров, 4 противолодочных самолёта и 8 противолодочных вертолётов
Операционная зона ВМС ВС Украины включает акватории Чёрного и Азовского морей, реки Дунай, Днестр, Днепр.
Главной базой военно-морских сил с 2014 года является Одесса, которая имеет всю необходимую инфраструктуру, однако текущее её состояние находится в упадке. Помимо Одессы ещё две базы украинских ВМС расположены в Николаеве и Бердянске с пунктами базирования катеров и вспомогательных судов.

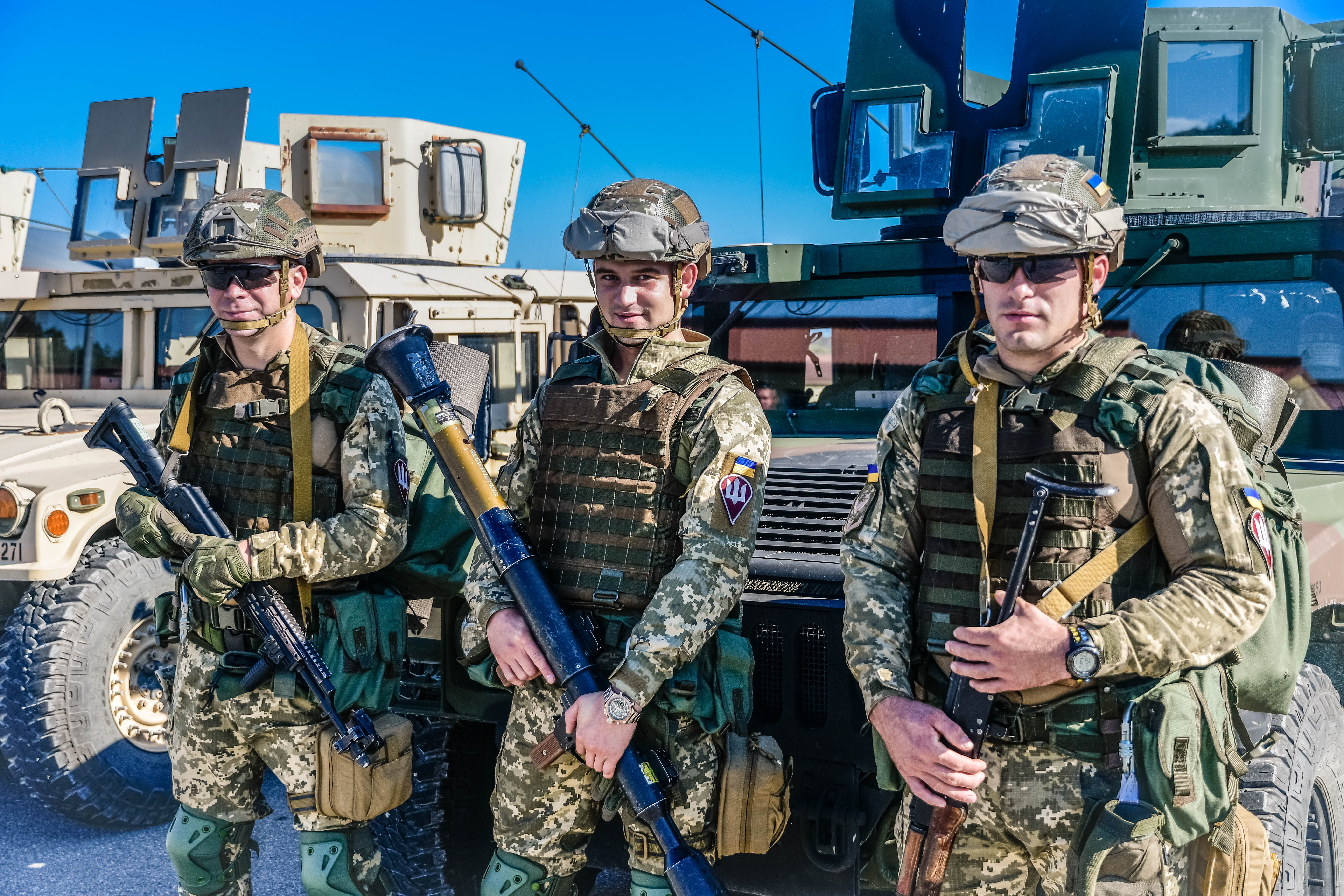
Украинские десантники на учениях «Saber Junction-2018»

### Десантно-штурмовые войска
Десантно-штурмовые войска (ДШВ) (Десантно-штурмові війська України) — отдельный высокомобильный род войск Вооружённых сил Украины, предназначенный для действий в тылу противника, ведения антитеррористических, специальных и миротворческих операций, а также для выполнения заданий, которые не могут быть выполнены другими силами и средствами. Десантно-штурмовые войска включают десантно-штурмовой, воздушно-десантный и аэромобильный компоненты.

### Силы специальных операций

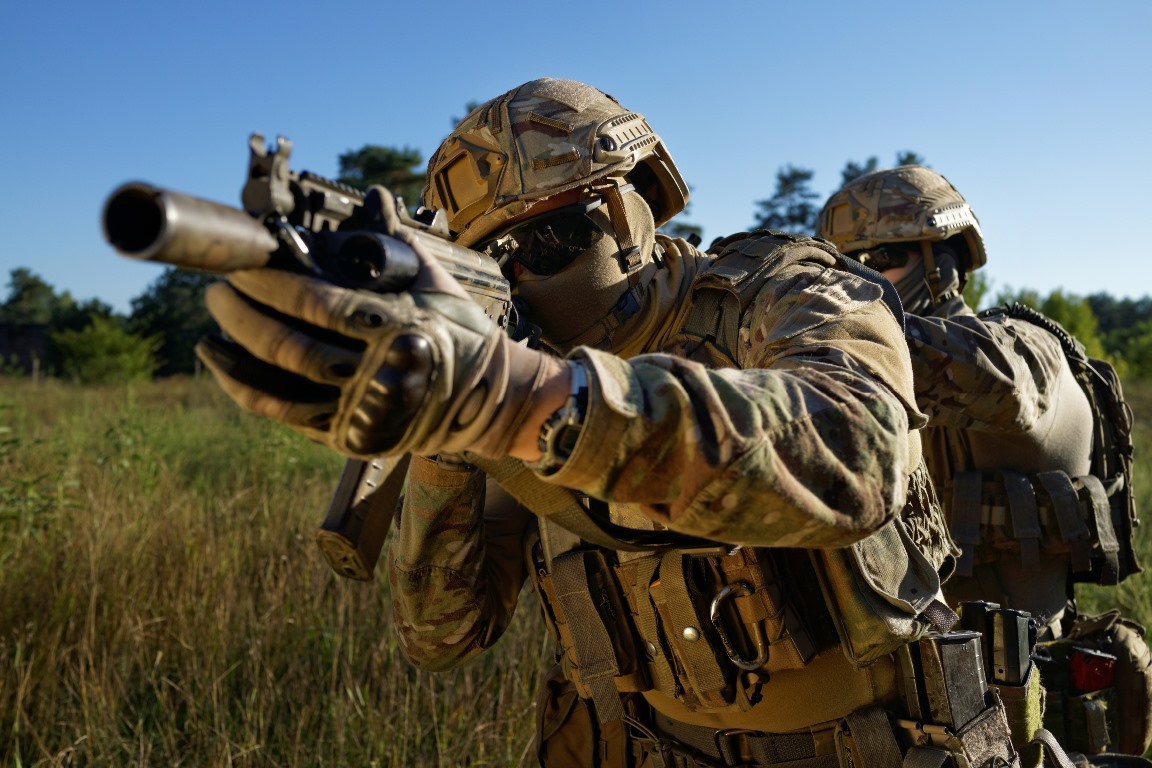
Бойцы Сил специальных операций

Силы специальных операций (ССО) (укр. Сили спеціальних операцій України) — отдельный род сил Вооружённых сил Украины, в состав которого входят части специального назначения и подразделения информационно-психологических специальных операций, которые комплектуются специально обученными специалистами, которые обладают специальными навыками в сфере разведки, прямых акций и военной поддержки для выполнения сложных, опасных, иногда политически чувствительных операций, которые проводит командование ССО.

### Силы территориальной обороны
Силы территориальной обороны (ТрО) (Сили територіальної оборони Збройних Сил України) — отдельный род сил Вооружённых сил Украины, на который возлагается организация, подготовка и выполнение задач территориальной обороны. Непосредственное руководство территориальной обороной осуществляет Главнокомандующий ВСУ через командующего сил территориальной обороны.

### Силы беспилотных систем
Силы беспилотных систем (укр. Сили безпілотних систем) — отдельный род сил, созданный с целью наращивания возможностей обороны относительно использования беспилотных и роботизированных воздушных, морских и наземных систем, обеспечения готовности к применению таких систем по назначению.

### Силы логистики

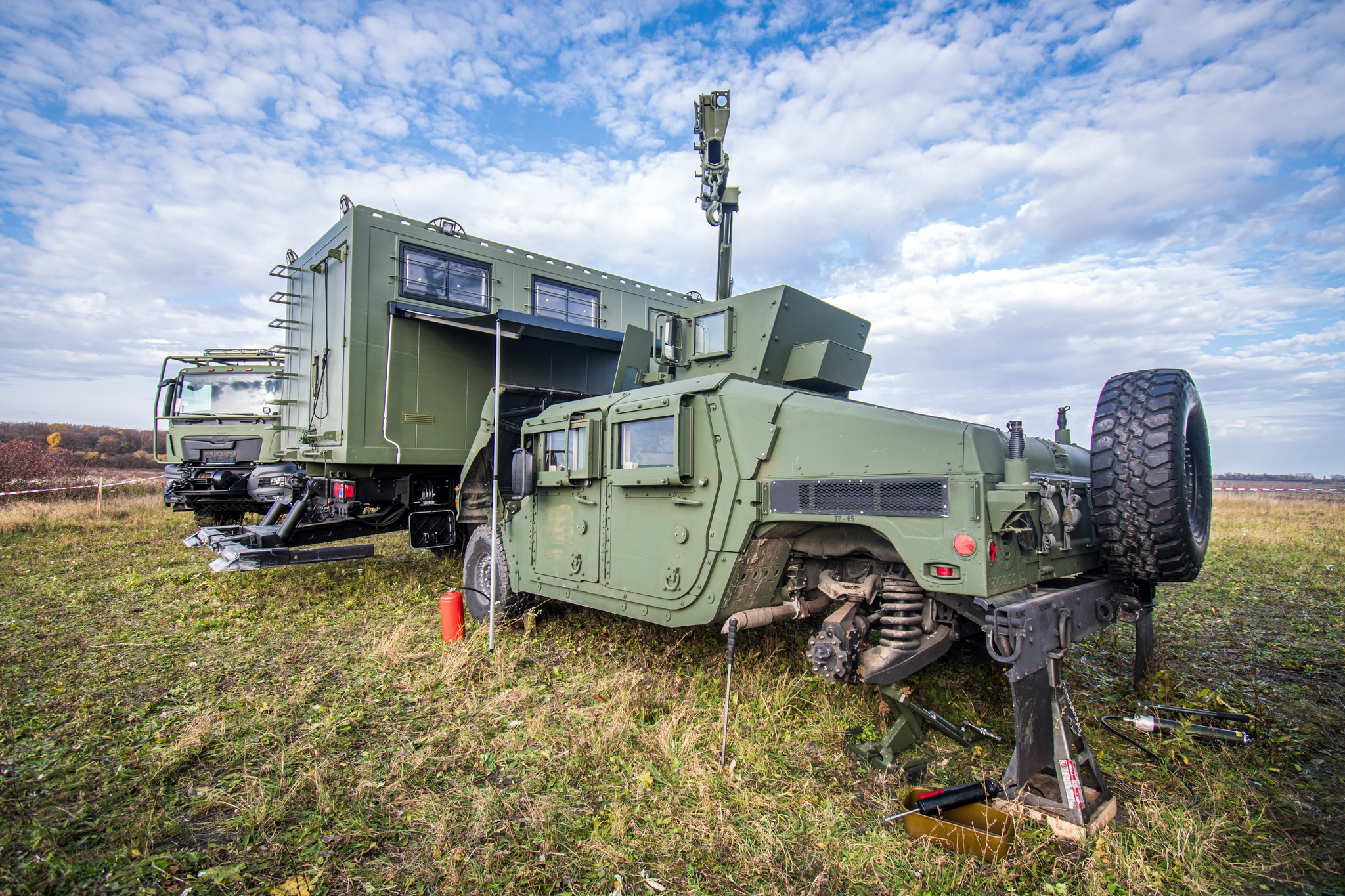
Мобильная ремонтная станция

Силы логистики (Сили логістики Збройних Сил України) — отдельный род войск в составе Вооружённых сил Украины, предназначен для материально-технического обеспечения ВС Украины в мирное время и в условиях особого периода. Силы логистики состоят из ремонтно-восстановительных частей, частей и подразделений материального обеспечения.

### Силы поддержки
Силы поддержки (Сили підтримки Збройних Сил України) — отдельный род войск в составе Вооружённых сил Украины и одно из основных формирований в составе Вооружённых сил Украины, которое объединяет под своим командованием войска радиоэлектронной борьбы, инженерные войска, войска радиационной, химической и биологической защиты, военно-топографическую службу, гидрометеорологическую службу и кинологическую службу.

### Войска связи и кибербезопасности
Войска связи и кибербезопасности (Війська зв’язку та кібербезпеки Збройних сил України) — род войск в составе Вооружённых сил Украины, управляет частями и подразделениями связи, отвечает за управление развёртывание, стабильное функционирование, модернизацию и развитие связи в Вооружённых силах, в том числе фельдъегерской связи и обеспечение кибербезопасности.

### Медицинские силы
Медицинские силы (Медичні сили Збройних Сил України) — военно-медицинская служба в составе Вооружённых сил Украины, объединяющий под своим командованием все военные госпитали, санатории, медицинские службы воинских частей, прочее, независимо от их принадлежности к виду/роду войск.

### Командование объединённых сил
Командование объединённых сил (Командування об'єднаних сил Збройних Сил України) — стратегического уровня орган военного управления всеми межвидовыми и межведомственными группировками войск (сил) для проведения операций по заданию Верховного Главнокомандующего ВСУ и Генерального штаба ВСУ. Отвечает за проведение объединённых операций на территории Украины и миротворческих миссий за границей.

## Воинские звания и знаки различия
Поскольку Украина не является страной-членом НАТО, кодировка приведена для сопоставления
| Кодировка НАТО        | OF-10                    | OF-9                     | OF-8                     | OF-7                     | OF-6                     | OF-5                      | OF-4                      | OF-3                      | OF-2                      | OF-1                      | OF-1                      | OF(D)                     | Student Officer |
| Состав                | Высший офицерский состав | Высший офицерский состав | Высший офицерский состав | Высший офицерский состав | Высший офицерский состав | Старший офицерский состав | Старший офицерский состав | Старший офицерский состав | Младший офицерский состав | Младший офицерский состав | Младший офицерский состав | Младший офицерский состав |                 |
| --------------------- | ------------------------ | ------------------------ | ------------------------ | ------------------------ | ------------------------ | ------------------------- | ------------------------- | ------------------------- | ------------------------- | ------------------------- | ------------------------- | ------------------------- | --------------- |
| Погон                 | Нет                      |                          |                          |                          |                          |                           |                           |                           |                           |                           |                           |                           | -               |
| Звание на украинском  | Нет                      | Генерал                  | Генерал-лейтенант        | Генерал-майор            | Бригадний генерал        | Полковник                 | Підполковник              | Майор                     | Капітан                   | Старший лейтенант         | Лейтенант                 | Молодший лейтенант        | Курсант         |
| Звание                | Нет                      | Генерал                  | Генерал-лейтенант        | Генерал-майор            | Бригадный генерал        | Полковник                 | Подполковник              | Майор                     | Капитан                   | Старший лейтенант         | Лейтенант                 | Младший лейтенант         | Курсант         |
| Российский эквивалент | Маршал РФ                | Генерал армии            | Генерал-полковник        | Генерал-лейтенант        | Генерал-майор            | Полковник                 | Подполковник              | Майор                     | Капитан                   | Старший лейтенант         | Лейтенант                 | Младший лейтенант         | Курсант         |

| Кодировка НАТО        | OR-9                      | OR-9                      | OR-9                      | OR-9                       | OR-8                       | OR-7                       | OR-6                       | OR-5                       | OR-4 | OR-3           | OR-2           | OR-1             |
| Состав                | Высший сержантский состав | Высший сержантский состав | Высший сержантский состав | Старший сержантский состав | Старший сержантский состав | Старший сержантский состав | Младший сержантский состав | Младший сержантский состав |      | Рядовой состав | Рядовой состав | Рядовой состав   |
| --------------------- | ------------------------- | ------------------------- | ------------------------- | -------------------------- | -------------------------- | -------------------------- | -------------------------- | -------------------------- | ---- | -------------- | -------------- | ---------------- |
| Погон                 |                           |                           |                           |                            |                            |                            |                            |                            | Нет  |                |                | Не предусмотрено |
| Звание на украинском  | Головний майстер-сержант  | Старший майстер-сержант   | Майстер-сержант           | Штаб-сержант               | Головний сержант           | Старший сержант            | Сержант                    | Молодший сержант           | Нет  | Старший солдат | Солдат         | Рекрут           |
| Звание                | Главный мастер-сержант    | Старший мастер-сержант    | Мастер-сержант            | Штаб-сержант               | Главный сержант            | Старший Сержант            | Сержант                    | Младший сержант            | Нет  | Старший солдат | Солдат         | Рекрут           |
| Российский эквивалент | -                         | -                         | Старший прапорщик         | Прапорщик                  | Старшина                   | Старший Сержант            | Сержант                    | Младший сержант            | Нет  | Ефрейтор       | Рядовой        | -                |

## Военная служба правопорядка
19 апреля 2002 года было принято решение о создании в составе Вооружённых сил Украины Военной службы правопорядка, которая начала действовать в октябре 2003 года.

### Социально-психологическая служба
22 апреля 1992 года директивой министерства обороны Украины была введена общая структура социально-психологической службы министерства. Эта дата является началом практической деятельности органов воспитательной работы вооружённых сил Украины.
Органы военной печати министерства обороны издают журнал «Військо України» и несколько газет (газета сухопутных войск «Народна армія», газета ВВС «Крила України», газета ВМС «Флот України» и многотиражные газеты).
В 2011 году министерство обороны Украины разработало концепцию военно-патриотического воспитания в армии, которая предусматривала развитие у военнослужащих чувства любви к Украине и украинскому языку.
После начала военной операции на востоке Украины под руководством начальника отдела Главного управления военного сотрудничества и миротворческих операций Генерального штаба вооружённых сил Украины полковника А. Ноздрачова были сформированы и с 10 июня 2014 года начали деятельность группы «военно-гражданского взаимодействия, координации и сотрудничества» (CIMIC). С военнослужащими проводятся занятия по военно-идеологической подготовке.

### Военно-учебные заведения

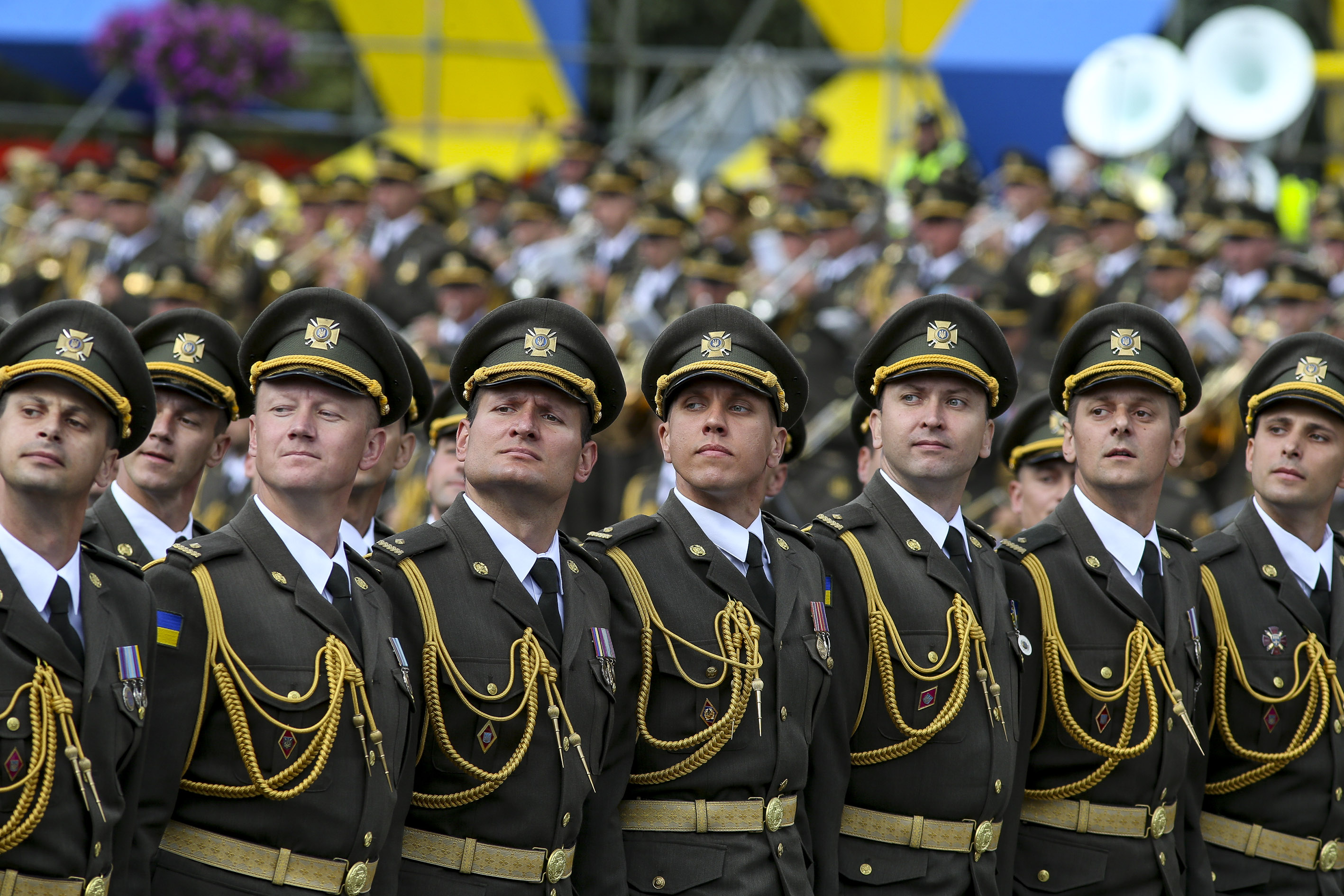
Курсанты Национального университета обороны Украины имени Ивана Черняховского

Система подготовки военных специалистов является элементом государственной системы образования. Она включает:
- Высшие военные учебные заведения
- Военные отделения высших учебных заведений
- Военные колледжи
- Военный лицей и лицеи с усиленной военно-физической подготовкой

## Другие военизированные формирования
- Национальная гвардия Украины
- Государственная пограничная служба Украины
- Государственная специальная служба транспорта Министерства обороны Украины[206]
- Оперативно-спасательная служба гражданской защиты Государственной службы Украины по чрезвычайным ситуациям

- в декабре 2014 года начато создание дополнительных вооружённых подразделений в составе сил гражданской обороны
- 26 января 2015 года принято решение о мобилизации строителей и создании строительных батальонов.

## Космическая программа
В октябре 1995 года министр обороны Украины В. Н. Шмаров сообщил, что в рамках осуществления новой военной доктрины правительство страны приняло решение о сокращении военно-космических войск и ликвидации аэродрома по приёму космических аппаратов «Буран».
24 октября 2002 года была утверждена Национальная космическая программа Украины, в соответствии с которой создание спутниковой группировки было запланировано на 2003—2007 гг. В соответствии с программой, 24 декабря 2004 года был запущен спутник «Сич-1М», который работал до 15 апреля 2006 года; спутник «Сич-2» был запущен 17 августа 2011 года и работал до декабря 2012 года и «Сич-2-30» который был запущен 13 января 2022.
В декабре 2009 года НКАУ заключило контракт с канадской компанией «MacDonald, Dettwiler and Associates Ltd.», которая должна была изготовить первый украинский спутник связи и построить на территории Украины объекты наземной вспомогательной инфраструктуры для его использования (два центра контроля и управления полётами). Запуск спутника «Либідь-1» был запланирован на 2011 год, несколько раз откладывался и так и не состоялся.
В 2019 году была идея построить свой космодром, но она не увенчалась успехом, так как компания Space Logistics Ukraine отказалась от этой идеи из-за того, что обломки или отработанные ступени ракет будут падать на территорию Турции.

## Персонал

### Женщины в рядах ВСУ

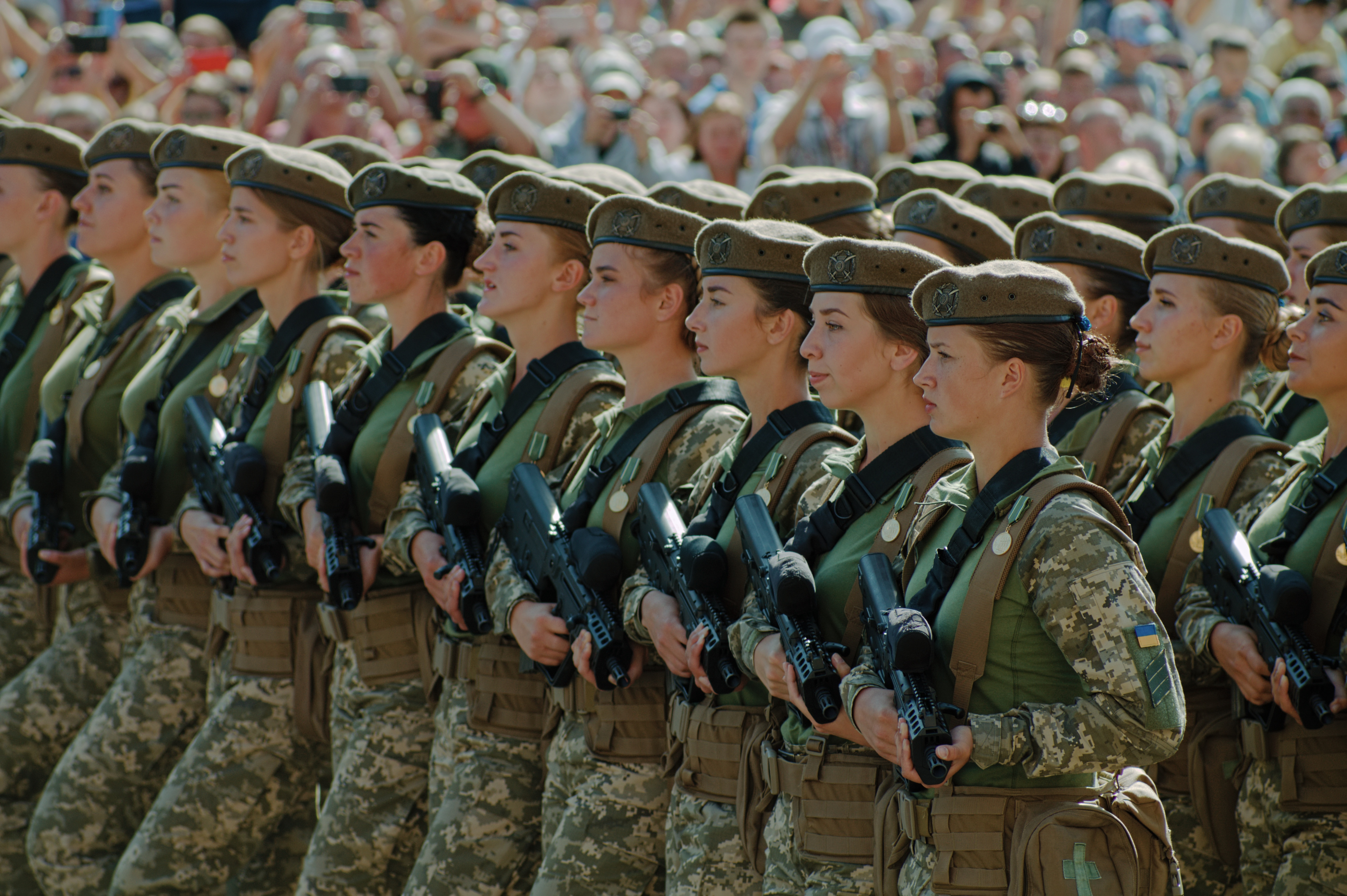
Военнослужащие-женщины на параде в честь Дня независимости, 24 августа 2018 года

Первой женщиной-офицером в украинской армии считается Елёна Степанив, которая была хорунжим Украинских сечевых стрельцов и взводным Украинской Галицкой Армии. Награждёна Серебряной медалью «За отвагу» и Войсковым крестом Карла, а также является первой в мире женщиной, официально зачисленной на военную службу в звании офицера.
7 марта 2017 года президент Пётр Порошенко сообщил, что в Вооружённых силах Украины проходят военную службу и работают 54 тысяч женщин, из них более 20 тысяч являются военнослужащими; и добавил, что только с начала года на контрактную службу вступило более двух тысяч женщин. Столько же женщин имеют статус участников боевых действий. Также, по его словам, главной чертой украинской армии стала успешная гендерная политика, и благодаря нормативным изменениям уже более 100 женщин занимают военные должности.
29 ноября 2022 года министр обороны Украины Алексей Резников заявил, что на службе Украине находится 59 786 женщин, из которых 18 тысяч — гражданские работницы, 41 тысяча женщин занимает воинские должности; 5 тысяч находятся в зоне боевых действий.

### ЛГБТ в рядах ВСУ
В 2018 году возникло объединение «Украинские ЛГБТ-военные за равные права», тогда же в рядах Вооружённых сил Украины появился первый солдат, совершивший каминг-аут. По состоянию на апрель 2022 года в объединение входит более сотни солдат. После вторжения России на Украину в 2022 году многие представители ЛГБТ сочли правильным вступить в ряды украинской армии, опасаясь серьёзного ухудшения своего положения в случае победы России. В качестве отличительного знака военнослужащие ВСУ, принадлежащие к ЛГБТК+, часто надевают нашивки с изображением единорога. Отмечается, что с появлением открытых ЛГБТ-людей в рядах армии отношение к ним со стороны общества улучшилось.

### Священнослужители в рядах ВСУ

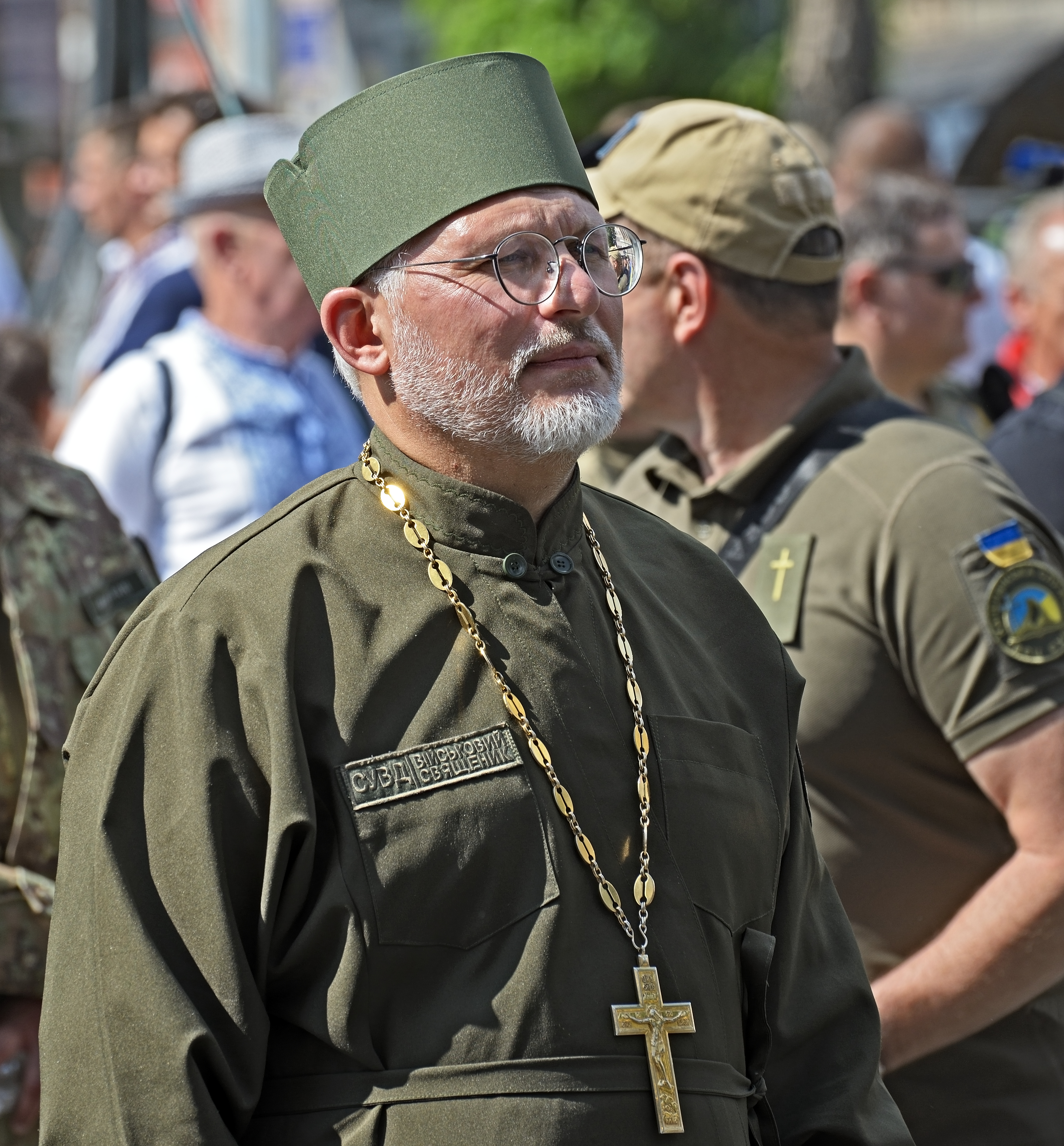
Украинский военный капеллан

Душпастырская опека церквей и религиозных организаций в украинской армии имеет длительную историю.
Капелланы были в рядах «Украинских сечевых стрельцов» (1914—1918), УГА (1918—1921), у Сечевых Стрельцов УНР (1917—1921), УПА (1943—1954). Начиная с 1992 года, на территориях воинских частей открывались храмы, создавались синодальные отделы, получило определённое распространение участие священников в военных церемониях.
С начала российско-украинской войны священнослужители разных конфессий начали посещать зону ведения боевых действий, при этом их статус не был формально определён. В связи с этим в конце 2021 года начал действовать Закон Украины о Службе военного капелланства, которым был нормирован вопрос осуществления военной капелланской деятельности. В 2022 году была образована Служба военного капелланства как отдельная структура в составе ВСУ, которая подчиняется непосредственно Главнокомандующему армии.

## Профессиональные праздники
- 14 февраля — День Войск радиационной, химической и биологической защиты.
- 15 февраля — День Войск правительственной связи.
- 28 мая — День Пограничных войск Украины
- 29 мая — День Топографической службы Вооружённых Сил Украины.
- 8 июля — День Войск противовоздушной обороны ВС Украины.
- Первое воскресенье июля — День Военно-морских Сил ВС Украины.
- 8 августа — День войск связи Украины.
- 7 сентября — День Военной разведки.
- Второе воскресенье сентября — День танкистов.
- 14 сентября — День мобилизационного работника.
- 14 октября — День защитника и защитниц Украины.
- 29 октября — День военного финансиста.
- 3 ноября

 — День Ракетных войск и артиллерии.
 — День инженерных войск Украины.
- 21 ноября — День Десантно-штурмовых войск Украины
- 30 ноября — День Радиотехнических войск ВС Украины.
- 6 декабря — День Вооружённых Сил Украины.
- 12 декабря — День Сухопутных войск ВС Украины.
- 23 декабря — День военнослужащих оперативного управления (отдела, отделений) штабов всех уровней Вооружённых Сил Украины.

## Военная символика
Символика министерства обороны Украины

Эмблема министерства обороны Украины
Штандарт министра обороны Украины
Флаг министерства обороны Украины

Символика Генерального штаба Вооружённых сил Украины

Эмблема Генерального штаба Вооружённых сил Украины
Штандарт начальника Генерального штаба Вооружённых сил Украины
Флаг Генерального штаба Вооружённых сил Украины

Боевое Знамя Войска Украинского

Флаг Вооружённых сил Украины
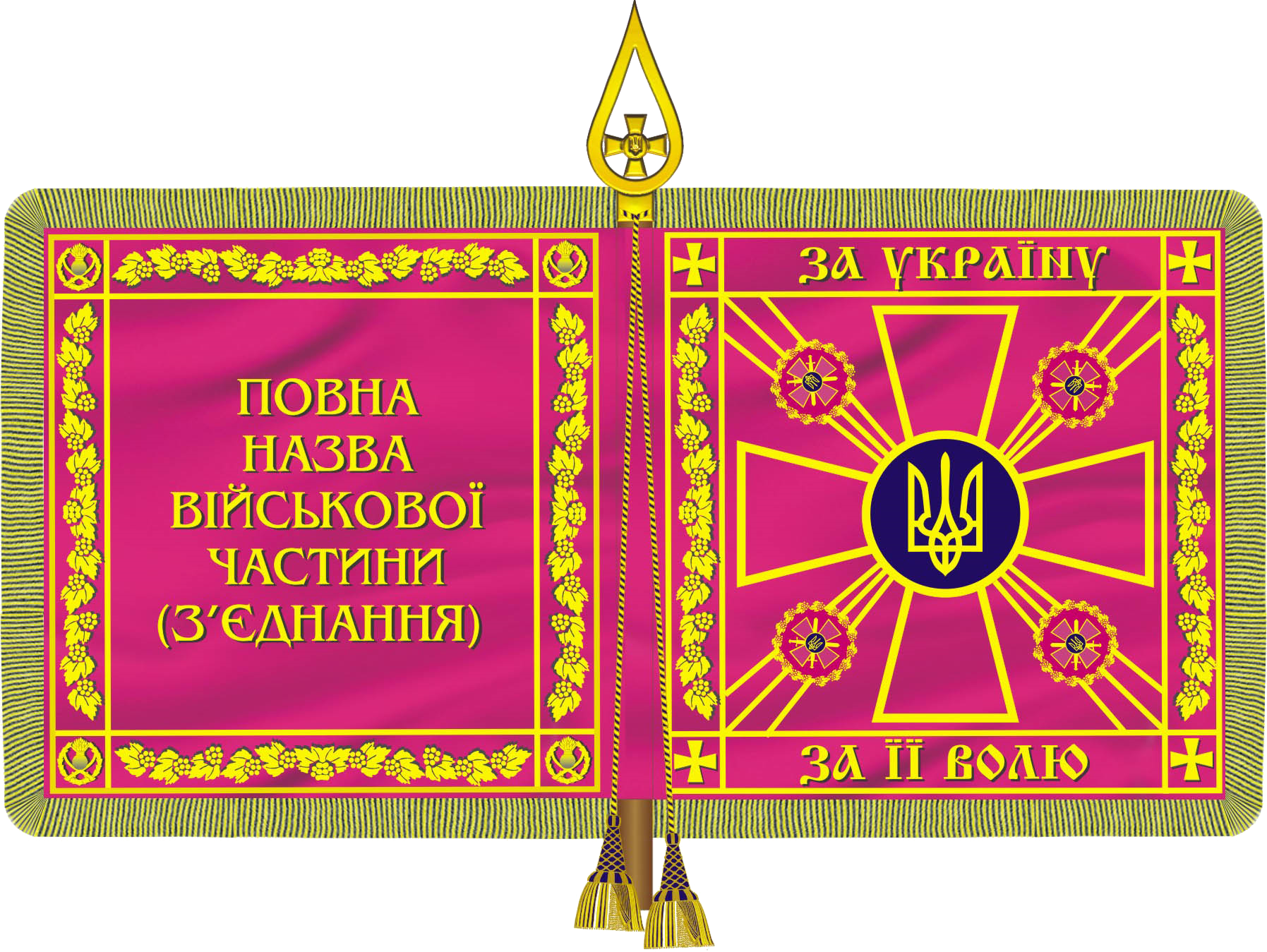
Базовый образец Боевого Знамени частей и соединений

### Маркировка военной техники

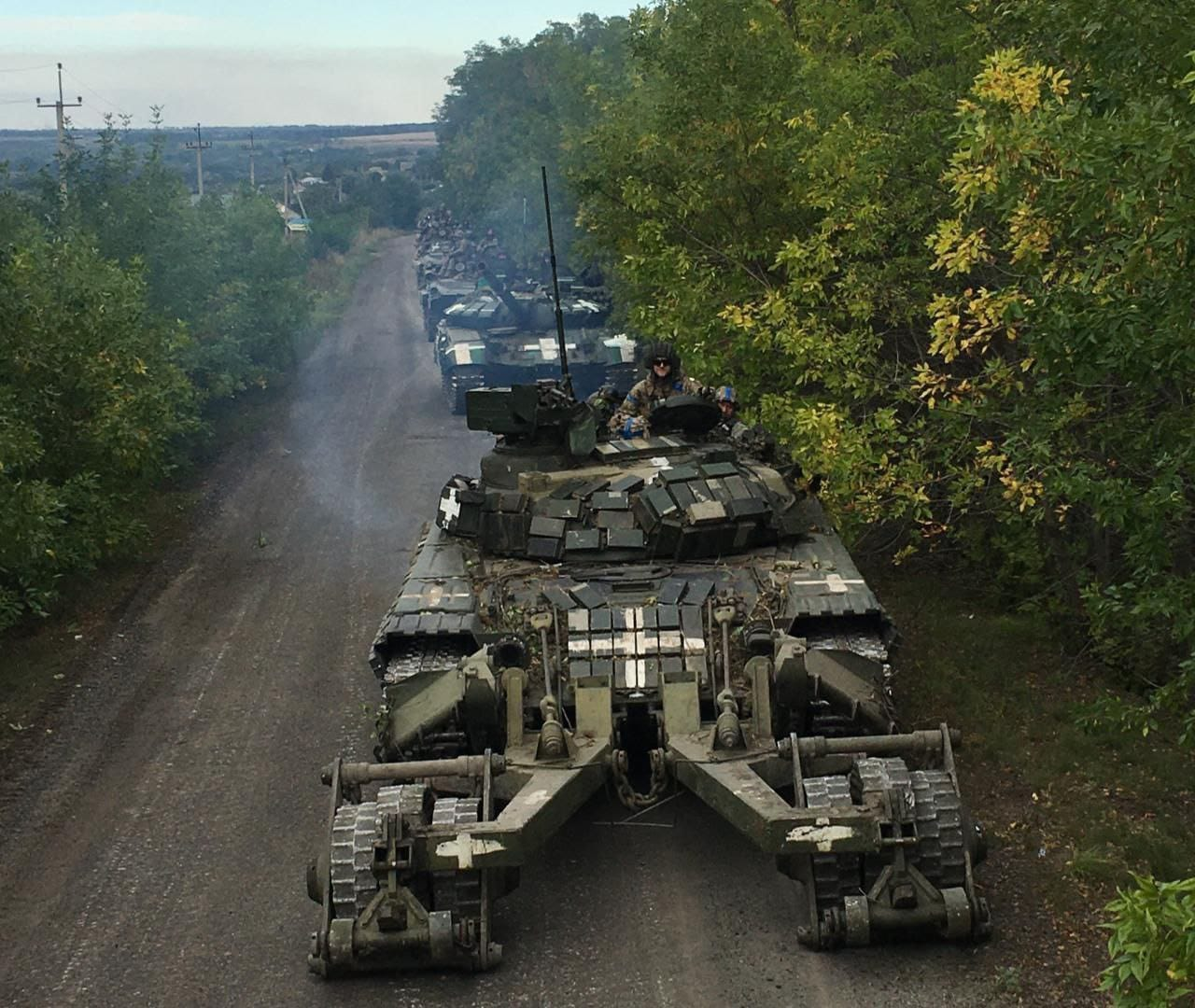
Белые кресты на украинской военной технике

На военную технику наносится символ ВСУ — бордовый казачий крест с трезубцем в центре. Однако в период российско-украинской войны, с середины 2022 года, отчасти — в связи со сложностью нанесения, отчасти — из-за трудноразличимости издалека вместо него начал широко использоваться иной символ — белый крест (иногда — крест синего или жёлтого цвета).

## Комментарии
1. ↑  Поставка основной массы техники и вооружений.
2. ↑  Поставка авиатехники.
3. ↑  Поставка корветов проекта 1124, малых разведывательных кораблей проекта 502ЭМ, речных бронекатеров проекта 58155 «Гюрза-М» и десантно-штурмовых катеров проекта 58181 «Кентавр».
4. ↑  Поставка корветов проекта 58250.
5. ↑  Поставка грузовых автомобилей и бронеавтомобилей Spartan.
6. ↑  Поставка грузовых автомобилей.
7. ↑  Поставка стрелкового оружия и принадлежностей к нему.
8. ↑  Поставка средств индивидуальной защиты.
9. ↑  Поставка приборов и систем радиационного контроля.
10. ↑  Поставка автоцистерн АЦ-40.
11. ↑  Поставка скоростных полужестких моторных катеров.
12. ↑  Поставка приборов ночного видения, тепловизоров и оптических приборов.
13. ↑  Поставка ПТРК Javelin
14. ↑  Поставка антиминомётных радаров и радиолокационных станций артиллерийской разведки.
15. ↑  Поставка огнестрельного оружия (крупнокалиберных снайперских винтовок Barrett M107A1), оптических приборов и амуниции.
16. ↑  Поставка бронетранспортёров AT105 «Saxon».
17. ↑  Поставка боевых машин пехоты БМП-1АК.
18. ↑  Поставка самоходных гаубиц 2С1 «Гвоздика».
19. ↑  Поставка средств связи, радиоэлектронной борьбы, радиолокационных комплексов и БПЛА Thales Spy Arrow.
20. ↑  Поставка БПЛА Fly Eye.
21. ↑  Поставка десантных транспортных систем.
22. ↑  Поставка БПЛА Bird-Eye 400.
23. ↑  Поставка БПЛА Bayraktar TB2.